# Miʿilya
Miʿilya (arabisch مِعِلْيَا, DMG Miʿilyā, hebräisch מִעִלְיָא Miʿilyā, auch Plene: מעִילְיָא) ist ein Ort in Westgaliläa knapp 16 Kilometer östlich der Küstenstadt Naharija. Das einst befestigte, seit dem Mittelalter belegte Städtchen im israelischen Nordbezirk erhielt 1957 den Status einer Gemeindeverwaltung.

## Lage
Miʿilya liegt geographisch in Obergaliläa, zählt aber politisch und raumplanerisch eher zu Westgaliläa. Die historische Landstraße von Damaskus nach Akkon, die in ost-westlicher Richtung Galiläa via Rosch Pinnah, Safed und Maʿalot-Tarschiha quert, passiert auch Miʿilya. Im Abschnitt zwischen Elifelet und Naharija am Mittelmeer ist diese Landstraße heute als Kvisch  klassifiziert. Mit dem 2,8 km östlich gelegenen Unterzentrum Maʿalot-Tarschiha bildet Miʿilya zunehmend einen geschlossenen, in einander übergehenden Siedlungsraum.
Miʿilya liegt inmitten eines fruchtbaren Landstrichs, dem 800 mm Niederschlag auf den Quadratmeter per annum bei mildem Klima gute Agrarerträge sichern, das den Anbau von Feldfrüchten der maritimen und der bergigen Klimazonen der Levante erlaubt. Diesen Landstrich umgrenzen die Bergkette im Norden, die Obergaliläa vom ebenfalls galiläischen Dschabal ʿĀmil jenseits der libanesischen Grenze trennt, ein Höhenzug sieben Kilometer weiter im Osten mit den Bergen Har Hillel und Har Meron, die Teil der Wasserscheide sind, die das Einzugsgebiet des levantinischen Mittelmeers von jenem des Jordangrabens trennt, der Bergrücken al-Schaghur (arabisch الشاغور al-Šāġūr) neun Kilometer südlich, der Obergaliläa von Untergaliläa trennt, und der Abhang Obergaliläas zur westgaliläischen Küstenebene.
Zum nächsten Mittelzentrum Naharija beträgt die Entfernung 16 Kilometer gen Westen, während die Ruine der Deutschordensburg Montfort 3,5 km in nordwestlicher Richtung liegt. Miʿilya liegt etwa fünf Kilometer Luftlinie südlich der durch die UN bis auf weiteres festgelegten Südgrenze des Libanons und damit in Reichweite des terroristischen Beschusses durch die Hizbullah (mit drei Verletzten durch Einschlag neben einem Wohnhaus in Miʿilya am 21. Februar 2009 wie auch stets wiederkehrendem Alarm im Zeitraum 8. Oktober 2023 bis 27. November 2024), und zwar in der so genannten «Nullzone» bis neun Kilometer von der Grenze, wo den Menschen ab Ertönen der Sirene bis zum Einschlag keine volle Sekunde bleibt.

## Ortsname
Der Ortsname lautet eigentlich in literarischem Hocharabisch مِعِلِيَا, DMG Miʿiliyā, doch im levantinischen Dialekt einfach Miʿilya, ohne Taschkīl schreibt sich beides gleich. Dass der Ortsname auf den Namen derer de Milly zurückgeht, eine aus dem picardischen Mailly-Maillet stammende Frankenfamilie (Franken, arabisch الفرنجة, DMG al-Faranǧa, waren katholische Levantiner lateinischen Ritus, größtenteils mit europäischen, v. a. französischen Vorfahren), die ihr Landgut an der Landstraße Akkon-Damaskus im 12. Jahrhundert hielten, gilt heute als überholt. Der Orientalist Edward Henry Palmer leitet den Ortsnamen vom Wortstamm «ʿAl» ab, der oben, obendrauf, gehoben/erhaben bedeuten kann, und sieht im heutigen Ortsnamen eine Wortform, die mit dem hebräischen Begriff מַעֲלֵה Maʿaleh, deutsch ‚Steige‘ verwandt ist, was ein Verkehrsweg mit Steigung ist, oder auch ein höhenmäßig herausgebobener Ort.

## Demographie und Bildung
Zum Jahresende 2023 zählte die Bevölkerung 3.272 Einwohner, noch 2018 waren es 3255 Personen. Der Einwohnerzahl nach nimmt Miʿilya unter den israelischen Kommunen Rang 245 ein. Die Bevölkerungsdichte beträgt 1.554 Einwohner je Quadratkilometer bei einem Gemeindegebiet von 21.244 metrischen Dunam, was Rang 146 aller israelischen Kommunen ausmacht.
Unter den Einwohnern sind 97,5 % katholische Melkiten, die ethnisch weit überwiegend arabische Israelis sind. Da am Ort keine muslimischen Binnenflüchtlinge des Kriegs um Israels Unabhängigkeit Zuflucht suchten und Aufnahme fanden, bilden Miʿilya und Fassuta die einzigen beiden beinahe homogen christlichen Orte Israels. Im Jahre 2024 verändert sich Miʿilyas Einwohnerzahl um −0,2 % aufs Jahr, was Ausdruck der schwachen christlichen Geburtenentwicklung und / oder der Kriegseinwirkung des Hizbullah (Fortzüge) sein kann. Nur etwa drei Dutzend Einwohner haben eine andere als die israelische Staatsbürgerschaft.
Miʿilya gründete einen kommunalen Träger für die Schulen, wie Meʾir Paʿil 1979 berichtete. Die Eltern unter der wachsenden Einwohnerzahl, nutzten für die Ausbildung ihrer Kinder seit der Mandatszeit christliche und jüdische Bildungseinrichtungen und nach 1949 noch einmal vermehrt das steigende Angebot des israelischen Bildungssektors. In traditionellen Gewerben, vor allem der Landwirtschaft, finden nachrückende Erwerbssuchende der je jungen Generation kein Auskommen, gute Bildung eröffnet ihnen neue Berufschancen.
Die Unternehmerin Salma ʿAssaf, 1953 geboren, gehört wie ihre acht Geschwister zur ersten Generation, deren Angehörige die israelische Bildungeinrichtungen nutzen konnten und höhere Abschlüsse erlangten, umso mehr in der Generation ihrer drei Kinder, eine Anwältin, ein Steuerberater und ein Neurowissenschaftler. Sie studierte Geschichte, doch vor dem Hintergrund traditioneller Geschlechterrollen und schwerem Zugang zu akademischen Berufen für Angehörige der arabischen Minderheit zu ihrer Zeit, verdiente sie ihren Lebensunterhalt als Tankstellenbesitzerin in Miʿilya. Salma ʿAssaf resümiert 2020, damit eine Gesellschaft sich entwickelt, muss man zur Ausbildung die Frauen aus dem Dorf fortziehen lassen, um mit der Welt und dem Fortschritt konfrontiert zu werden, den sie dann zurück mit nach Hause bringen.
Die Lernbereitschaft und die Bildungsmöglichkeiten führten nicht nur zu hohen Bildungsabschlüssen, sondern auch entsprechend in gut bezahlte Berufe. Selbst im Coronajahr 2021 lag die Arbeitslosenrate bei zwei Prozent. Angesichts des Bedarfs an Fachkräften in Israel zieht dies einen entsprechenden Lebensstandard der Einwohner Miʿilyas nach sich. Etwa ein Drittel der Einwohner verfügt über einen akademischen Abschluss und sind als Fachärzte, Abteilungsleiter, Anwälte, Ingenieure und Unternehmer in verschiedenen Bereichen erwerbstätig. Da es am Ort kaum entsprechende Stellen gibt, arbeiten die meisten als Pendler auswärts. Viele Miʿilawiten (arabisch معلاويون Miʿilāwiyyūn) haben ein Studium auf Lehramt absolviert, so viele, dass 2021 über 200 andernorts an Schulen im Lande arbeiten.
Das durchschnittliche Monatsgehalt eines Arbeitnehmers in Miʿilya betrug 10.827 Neue Israelische Schekel (NIS) im Jahr 2021 (Landesdurchschnitt: 11.330 NIS). Miʿilya liegt auf der sozioökonomischen Leiter des Landes auf dem siebten Rang. Unter allen mehrheitlich arabisch bewohnten Orten Israels lag das durchschnittliche Einkommen der Miʿilawiten schon 2002 an der Spitze.
Die heute günstigen kommunalen Steuereinnahmen erlauben, die örtliche Schule gut auszustatten. Der pensionierte Schulrektor Iskandar ʿArraf berichtet 2021, dass in Miʿilya im Durchschnitt 24 Schüler in einer Klasse sitzen, während vielerorts im Lande 40 keine Seltenheit sind. Im Schuljahr 2021/2022 zählte das örtliche Schulzentrum, mit Namen مدرسة نوتردام / Madrasa Notre-Dame / ‚Schule Notre-Dame‘, kombiniert 414 Schüler der Grund- und Mittelstufe und 329 an der Oberstufe für Fassuta und Miʿilya, die mit dem neuen Schulzentrum im Jahre 2000 eröffnete, wobei die Oberschüler etwa hälftig beiden Orten entstammen, aber auch aus Abu Sinan, Kafr Jasif und Tarschiha einige dazukommen. In besagtem Schuljahr erwarben 90,7 % der Schüler den höchsten Schulabschluss Bagrut. Der Notenschnitt lag 2021 landesweit am höchsten. Damit schneidet auch Miʿilyas Schülerschaft gut ab, wie christliche Schulen im landesweiten Vergleich im Schnitt vor jenen anderer Bekenntnisgemeinschaften liegen. Zur außerschulischen Bildung gehören fünf Kindergärten, ein Fortbildungszentrum nach Art einer Volkshochschule, Initiativen der katholischen Pfadfinder und eine kirchliche Sonntagsschule.
Zur Wohlfahrt trägt ferner ein Spezifikum des Arabischen Sektors der israelischen Gesellschaft bei. Nach dem Krieg um Israels Unabhängigkeit 1948/1949 waren vier Fünftel der arabischen Israelis Grundeigentümer, ein knappes Fünftel mittelose Binnenflüchtlinge (in Zahlen 31.000 Personen), denen ein israelisches Gesetz die Wiedererlangung zurückgelassener Habe verwehrte. Die am angestammten Ort verbliebenen 125.000 arabischen Israelis hielten Grundeigentum, weil sie selbst in der Landwirtschaft tätig waren, oder kaum mehr als eine Generation früher von Bauern abstammten.
Für Miʿilya gilt, da dorthin keine mittellosen arabischen Binnenflüchtlinge kamen, dass die allermeisten Einwohner zumindest teils von den einst bäuerlichen Grundeigentümern abstammen und Land vor allem durch Erbe erwarben, woher der hohe Anteil von Einwohnern mit Grundeigentum rührt. Zudem besteht unter Miʿilawiten common sense darüber, wenig an Auswärtige ohne Bezug zum Ort zu verkaufen, obwohl es immer wieder Kaufgebote von außen gibt. Ist ein Kaufinteressent fragwürdig, kommen aus der Mitte der Einwohnerschaft Gegenofferten, die dem Veräußerer ermöglichen, ohne Einbußen beim Verkaufserlös einen anderen Käufer zu wählen. Die allermeisten jüdischen Israelis stammen von armen Flüchtlingen und Vertriebenen ab, die mittellos ins Land kamen und sie und ihre Nachfahren mussten auf Kredit Wohneigentum und seltener Landrechte (meist nur periodisch zu erneuernde Erbpacht) erwerben, und dann aus eigenem Einkommen abzahlen, weshalb 70 % der jüdischen Israelis solche Rechte zu Eigen haben, dagegen 92,6 % der arabischen Israelis in frei verfügbarem Eigentum leben, wie die Nichtregierungsorganisation Sikkuy 2013 herausgefunden hat.

## Geschichte
Grabungen des Zinman-Instituts für Archäologie der Universität Haifa in Miʿilya lieferten Verweise auf spätbronzezeitliche und eisenzeitliche Besiedlung, wie am Hang des Burghügels südlich der heutigen Liebfrauenkirche, wo zwölf menschengemachte Höhlen entdeckt wurden, die gemäß der in der Nähe gefundenen Keramik – größtenteils aus der Eisenzeit – wahrscheinlich als Gräber der Königszeit des Reiches Juda anzusehen sind. Einige Wissenschaftler identifizieren Miʿilya mit ʿAlot (עָלֹֽות) im Gebiet des Stammes Ascher, wie im 1. Buch der Könige 4,16  genannt, dessen Ortsname vom gleichen Wortstamm herrührt. Nachgewiesen sind Spuren aus Zeiten des Hellenismus, des Römischen Imperiums, Byzantinischen Reichs, der Kreuzfahrer, der Mamluken und des Osmanischen Reiches. Eine Glasscherbe mit einer Menora aus der Römerzeit, verweist auf Juden am Ort in dieser Periode. Bislang fanden sich keinerlei frühislamische Spuren in Miʿilya, die von der muslimischen Herrschaft zeugen würden, die in der Levante das byzantinische Ostrom ablöste, und dauerte, bis die Kreuzfahrer ihre Staaten errichteten.

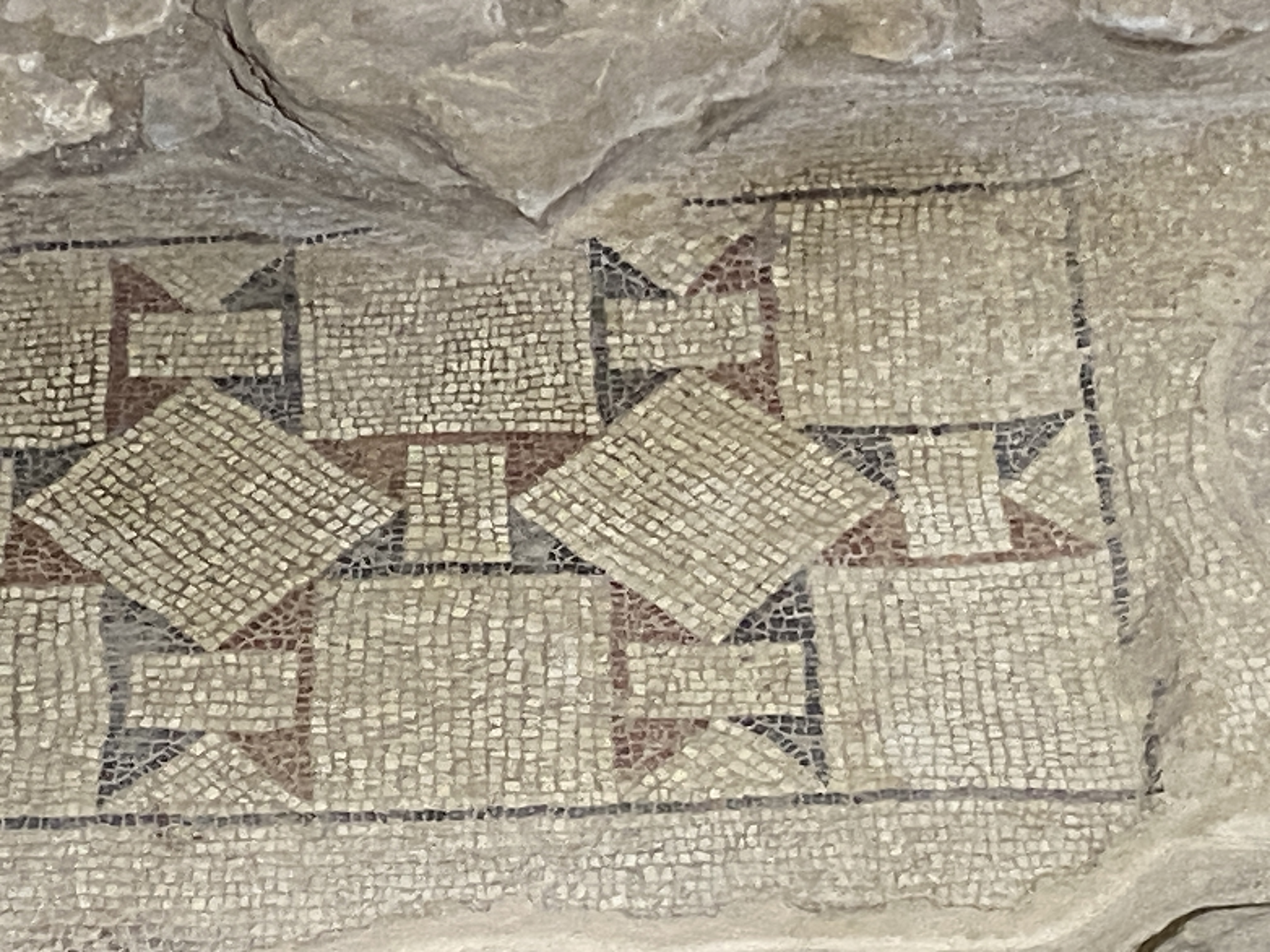
Gemusterte Mosaikböden der ehemaligen Byzantinischen Kirche, 2024

Am östlichen Rande des Städtchens befinden sich mehrere in den Fels gehauene byzantinische Grabhöhlen, die in der Neuzeit Bauern am Ort als Wasserreservoirs für landwirtschaftliche Zwecke nutzten. Besonders und selten ist, wie die Höhlen verschlossen wurden, indem Steinscheiben in Schienen auf und ab bewegt wurden, die in den Fels gehauen sind, die Schlitze sind noch heute zu sehen. Die Reste einer byzantinischen Kirche, die 2020 freigelegt wurden, sind ins 5., vielleicht sogar ins 4. Jahrhundert der christlichen Zeitrechnung zu datieren. Ausgegraben wurde Keramik mit griechischen Inschriften aus dem 5. oder frühen 6. Jahrhundert christlicher Zeitrechnung. Im Bereich der Kreuzfahrerburg selbst gab es bis 2024 noch keine Grabung. 

### Zeitalter der Kreuzzüge
König Fulko von Jerusalem (Regentschaft 1131–1143), bekannt für seinen landesweiten Festungsbau,:234 könnte die Gründung von Miʿilyas Castellum Regis (deutsch Kastell des Königs) veranlasst haben, um an der Landstraße Akkon–Damaskus zu deren Schutz ein Quadriburgium zu platzieren. Die Bauweise entspricht jener der frühen Burgbauten des 12. Jahrhunderts, ähnlich sind Burg Blanche Garde, die Johanniterburg Le Forbelet (arabisch عفربلا, DMG ʿAfarbalā) in al-Taiyiba al-Zuʿbiyya und Burg Belvoir, letztere aber später stark überformt. Besatzung und Unterhalt verantwortete bald das aus dem picardischen Mailly-Maillet stammende Haus Milly, das in Miʿilya und umzu begütert war. Katholische Levantiner lateinischen Ritus (so genannte Franken; الفرنجة, DMG al-Faranǧa) und Pullanen bildeten die Einwohnerschaft Miʿilyas, von wo aus einige ihrer Nachfahren auch Tarschiha (heute zu Maʿalot-Tarschiha) besiedelten. Heinrich von Milly vererbte nach 1164 seinen Besitz am Ort an seine Tochter Agnes von Milly, deren Gatte, Graf Joscelin III., Thronprätendent der 1144 bis 1149 an Seldschuken gefallenen Grafschaft Edessa war.
Am 28. Januar 1160 übertrug König Balduin III. von Jerusalem den königlichen Besitz in Miʿilya einschließlich Burg und in neun benachbarten Dörfern sowie die zugehörige Funktion des Dragomanats erblich an Iohannes de Caypha (Johannes von Haifa). Offenbar war das Castellum Regis in Miʿilya 1160 schon längst etabliert als Zentrum königlicher Güter und abgabenpflichtiger Bauern in den Dörfern Aithire (al-Tireh), Balaton (خِرْبَة بلاتون, DMG Ḫirbat Balātūn; 3,8 km westlich Miʿilyas), Benna (البِعْنَةُ, DMG al-Biʿna), Capharsenie (seit 1990 Teil von كسرى-كفر سميع / Kisra-Kafr Sumīʿ), Carcara, Ialin (خِرْبَة جَلُّون, DMG Ḫirbat Ǧallūn), Iazon (heute Gaʿeton), Tabaria (Chirbat Tibirya) und Torsia (heute Tarschiha).
Da Agnes de Milly schon seit der Zeit nach 1164 durch Erbe in Miʿilya begütert war, suchte ihr Gatte Graf Joscelin III. die Besitzungen dort zu erweitern und erwarb von der Vicomtesse Petronella von Akkon 1179 Häuser, Weinberge und Gärten in Miʿilya. Für seinen Onkel Joscelin III. schuf König Balduin IV. von Jerusalem in Obergaliläa die kleine Seigneurie de Joscelin mit Sitz in Miʿilya und übertrug ihm dazu im Februar 1182 das Castellum Regis mit allen Pertinentien in acht der neun 1160 zugehörigen Dörfer und in Miʿilya. Im Jahre 1183 übertrug Balduin IV. seinem Onkel ferner ein Haus in Miʿilya, das der Schreiber Jean de Bogalet dem König verkauft hatte, einschließlich des daran hängenden Schreiberamtes.
Nach der Niederlage der Frankenheere in der Schlacht bei Hattin fiel Miʿilya (inklusive seiner Burg) Ende 1187 in die Hände Saladins. Im Jahre 1188 überschrieb Konrad von Montferrat Miʿilya den Pisanern, um sie für ihren Beitrag zur Verteidigung Akkos zu entgelten, aber es ist unklar, ob sie je in der Lage waren, davon Besitz zu ergreifen.
Nach Rückeroberung ʿAkkons 1191 im Zuge des Dritten Kreuzzuges erlangte das Königreich Jerusalem die meisten Gebiete in der Umgebung Akkos zurück. Im November 1192 gab Saladin auch das Castellum Regis in Miʿilya und seine Pertinentien zurück. Für 1217 werden die Einwohner als levantinische Franken beschrieben.
Der Gatte von Joscelins Erbtochter Beatrix von Courtenay, der Minnesänger und Kreuzfahrer Otto von Botenlauben (auch Graf von Henneberg), verkaufte im Mai 1220 per iure uxoris elf Orte der Seigneurie de Joscelin für 7.000 Mark Silber an den Deutschen Orden. Dieser Handel schloss Miʿilya und seine Pertinentien ein wie auch ein Drittel des Lehens von St. Georg. Beatrix’ Neffe, Jakob von Mandelée (Amigdala), Sohn ihrer jüngeren Schwester Agnes, der einen Anteil an Joscelins Nachlass beanspruchte, focht den Kauf an und der Deutsche Orden zahlte ihn schließlich 1228 aus.
Der Deutsche Orden erbaute sich 1227/1228 knapp vier Kilometer nordwestlich Miʿilyas die Ordensburg Montfort und statt von der Seigneurie de Joscelin war nun von der Seigneurie de Montfort die Rede. Sie bildete die unmittelbare Grenzzone zu Saladins Herrschaftsbereich. Burg Montfort ersetzte das Castellum Regis als chef-lieu. Zwischen 1220 und 1243 arrondierte der Deutsche Orden sein Terrain durch den Zukauf weiterer privater Besitzungen in der Umgebung, und zählte schließlich 37 Dörfer, die zur Seigneurie gehörten. Vom Bischof von ʿAkko erwarb der Deutsche Orden 1257 ein Haus und ein Grundstück in Miʿilya.
Auf einem Feldzug 1265 zerstörten die Mamluken unter Baibars den Ort, doch die Bewohner bauten den Ort schnell wieder auf. Im Jahre 1266 plünderten vermutlich unbesoldet gebliebene Kreuzfahrertruppen das benachbarte Tarschicha.

### Herrschaft der Mamluken

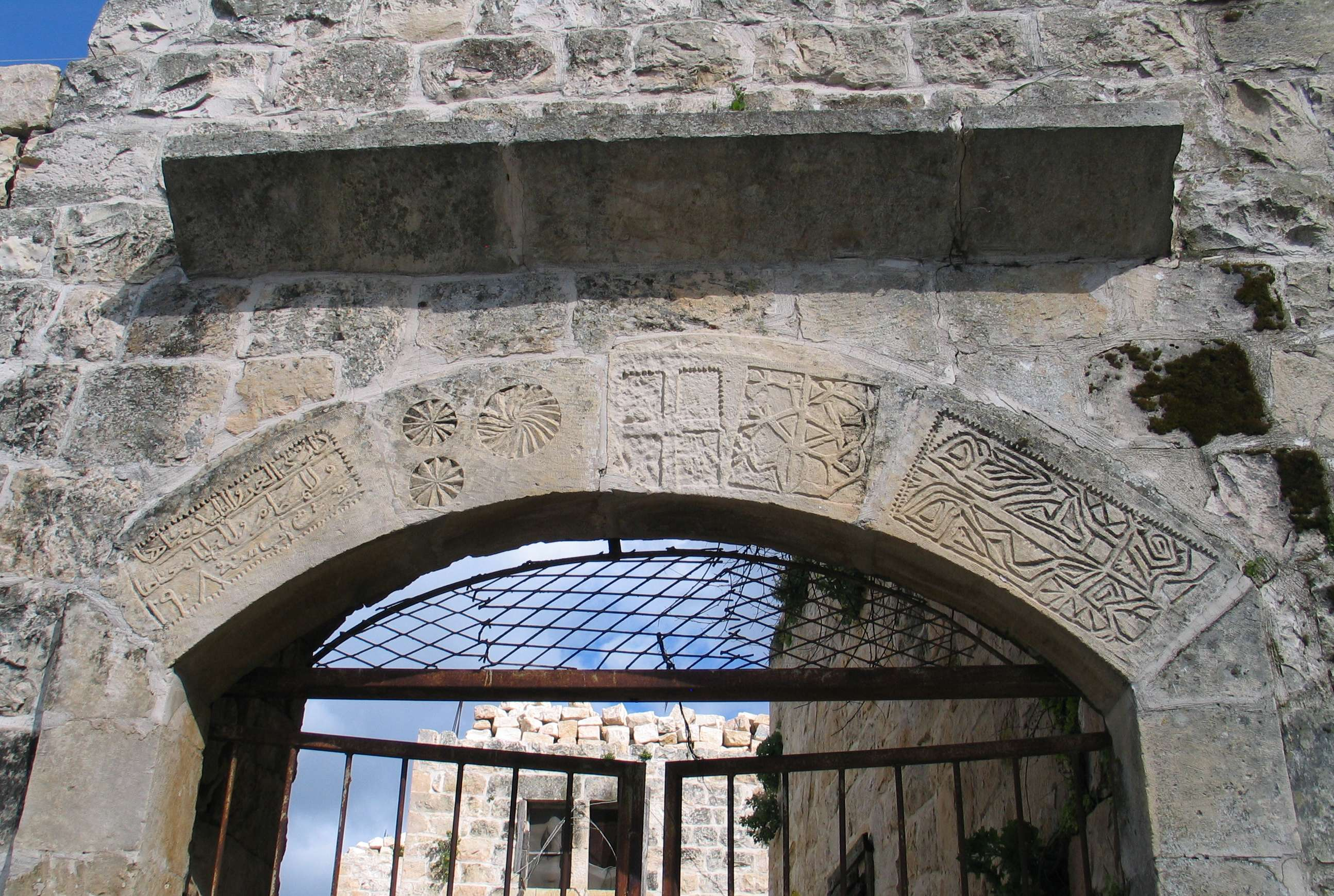
Westliches Burgtor mit mamlukischer Inschrift, 2018

Der Archäologe und gebürtige Miʿilawite Rabei Ǧasim Khamisy vom Zinman-Institut für Archäologie der Universität Haifa vermutet, die Mamluken nahmen Miʿilya bei der ersten Belagerung von Burg Montfort 1266, während Denys Pringle meint, dass Baibars den Ort endgültig in den Jahren 1268 bis 1271 einnahm, als der Deutsche Orden letztlich unter freiem Abzug mit Habe und Archiven Montfort aufgeben musste. Mit der Eroberung und Zerstörung Akkons (1291) fielen in kurzer Zeit die letzten Reste des Königreichs Jerusalem an die Mamluken. Die Einwohner Miʿilyas behielten den Ortsnamen bei.
Später ließen sich auch Muslime im Ort nieder, wie Schriften von Burchardus de Monte Sion aus dem Jahr 1283, al-Damaschqī und Marino Sanudo dem Älteren aus den 1320er Jahren und al-ʿUthmani von 1364 zeigen, Miʿilya selbst und dessen Burg blieben unzerstört, dienten sogar weiter als Sitz einer regionalen Verwaltung. Der arabische Geograph Schams al-Din al-Ansari al-Dimaschqi beschrieb in den 1320er Jahren das Castellum Regis als ‹schöne Burg› in Miʿilya, gelegen in einem fruchtbaren Tal, wo die Bauern Moschbirnen (Mimulus moschatus) und Zedrate kultivierten.

### Osmanisches Reich
Im Osmanisch-Mamlukischen Krieg (1516–1517) eroberte das Osmanische Reich die Levante mitsamt Miʿilyas. Im Steuerjahr 1548/1549 taucht Miʿilya in osmanischen steuerlichen Deftern als Teil der Nahiya ʿAkka in der Liwa Safad auf und zählte 15 muslimische und zwei christliche Haushalte, die 25 % ihrer Ernten verschiedener Feldfrüchte wie Weizen, Gerste, Oliven, sowie Erträge der Tierhaltung an Ziegen und Bienen, im Gegenwert von 2.151 Akçe ablieferten.
Der autonomistische Regionalpotentat Ẓāhir al-ʿUmar weitete von Tiberias aus nach 1730 seine Herrschaft nach Westen aus, Miʿilya eingeschlossen, indem er in Galiläa verstreut Befestigungen einrichtete, wie 1738 in der zehn Kilometer entfernten Ruine der Deutschordensburg Judin (arabisch خِرْبَة جِدِّين, DMG Ḫirbat Ǧiddīn, hebräisch מִבְצַר יְחִיעָם Mivzar Jəchīʿam) im heutigen Jechiʿam. In den 1750er Jahren führte Ẓāhir al-ʿUmar einen Bevölkerungsaustausch durch – er holte Christen aus dem Libanongebirge und dem mittleren Lauf des Orontes im Nordwesten des heutigen Syriens nach Miʿilya und siedelte die bislang ansässigen Muslime Miʿilyas nach Tarschiha um. Die Christen begannen mit der Renovierung des Castellum Regis und ließen sich darin nieder, erste Familie des Ortes waren die Shoufanis, die Burg wurde حارة الشوافنة / Ḥārat al-Šawāfana / ‚Viertel der Shoufanis‘ genannt. Nach anderen Quellen sind die ʿAssafs die älteste Familie am Ort, ursprünglich drusisch schon seit Ende des 17. Jahrhunderts in Miʿilya ansässig. Später wuchs das Dorf vom Burgberg aus vorwiegend in Richtung Westen. Der östliche Burghang ist zu steil, um sich zur Bebauung zu eignen.

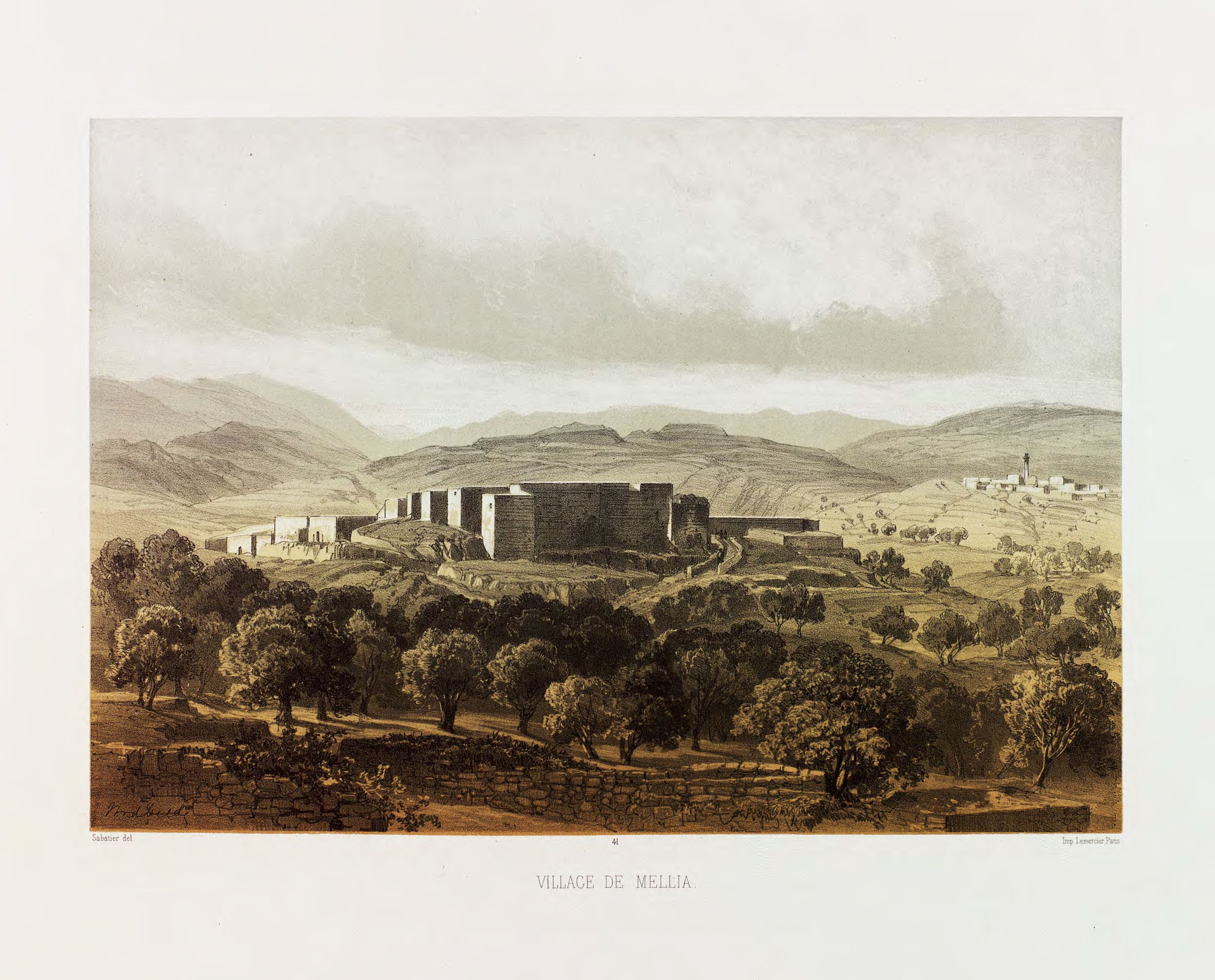
Miʿilya, 1851 von Charles William Meredith van de Velde

Edward Robinson und Eli Smith verzeichnen nach ihrer Reise 1838 Miʿilya als Dorf im Bezirk El Jebel (arabisch ٱلْجَبَلُ al-Ǧabal) westlich Safads. Victor Guérin besuchte das Dorf 1875, das er eingebettet in Feigenhaine und Tabaksfelder fand, und berichtete, dass dort 400 katholische Melkiten lebten. Er sah am Ort Ruinen historischer Besiedelung und beschrieb die Überreste der Kreuzfahrerburg auf der Spitze des örtlichen Hügels.
Laut der Landesaufnahme Survey of Western Palestine des Palestine Exploration Fund aus dem Jahr 1881 war Miʿilya ein großes Dorf von 450 christlichen Seelen, geprägt von fest gebauten Häusern und einer Kirche sowie Überresten einer Moschee, umgeben von Ölbäumen und kultiviertem Ackerland. Die Reste der Moschee befinden sich unter dem Haus Edward ʿAssafs südlich der Burg. Bei der Erhebung durch Gottlieb Schumacher 1887 zählte Miʿilya 775 Einwohner, sämtlich Christen.
Der osmanische Versuch im Ersten Weltkrieg auf Seiten der Mittelmächte, den Suezkanal zu blockieren, um so die Verbindungen zwischen den Teilen des Britischen Imperiums auf weite Umwege zu zwingen und im Falle eines Sieges das bis 1882 osmanische Chedivat Ägypten dem britischen Einfluss wieder zu entreißen, endete schließlich mit der Niederlage und Auflösung des Osmanischen Reiches. Den osmanisch eröffneten Sinaifeldzug trieben siegreiche Gegenvorstöße der Egyptian Expeditionary Force der Triple Entente vom ägyptischen Sinai immer weiter nordostwärts über die osmanische Grenze ins Mutesarriflik Jerusalem, das westliche Pilger, Theologen, Historiker und Geographen als Teil Palästinas ansahen, weshalb die Militärgeschichte von Palästinafront spricht.
Bis September 1918 waren die Kampfhandlungen fern von Miʿilya, das zum Safed Kaza (arabisch قضاء صفد, DMG Qaḍāʾ Ṣafad ‚Qadi-Bezirk Safed‘) gehörte, einem Verwaltungsgebiet in der osmanisch-libanensische Provinz Vilâyet Beirut, doch andere Folgen des Krieges waren zu spüren. Männer wurden für den Kriegsdienst in der Osmanischen Armee gezogen, Lebensmittel und Zugtiere requiriert, teils entschädigt durch die per Notenpresse inflationierte osmanische Währung. Bis 1916 waren osmanische Banknoten  auf ¼, später auf ⅙, ihrer Vorkriegsparität zur Mark (ℳ) gefallen, die ja ihrerseits gleichzeitig ebenfalls durch die Notenpresse dramatisch an Kaufkraft verloren hatte. Im Handel nahmen die Leute schon im März 1916 nur noch Kurantmünzen zum Nennwert an, andere osmanische Zahlungsmittel nur noch mit Abschlägen, schließlich verweigerten Verkäufer gänzlich osmanische Banknoten anzunehmen, so dass sie den Miʿilawiten nichts mehr einbrachten. Die Menschen hatten mit Mangel und Hunger zu kämpfen, wenn auch nicht politisch extra verschärft wie die Hungersnot im nahen Libanongebirge. Schließlich erreichte die sich ausbreitende Cholera auch Miʿilya und raffte Viele dahin.
Dem 1900 in Miʿilya geborenen Shukri Shoufani war es mit einem ebenfalls betroffenen Verwandten im Ersten Weltkrieg gelungen, sich dem osmanischen Kriegsdienst zu entziehen, indem sie ab Beirut, der regionalen Hauptstadt, an Bord eines Schiffes entkamen. Nach Zwischenstationen etablierte er sich schließlich einige Jahre als Handelsvertreter im Senegal, wo er die Geschäftsinteressen von Kaufleuten im französischen Mandatsgebiet Libanon vertrat, für gefahrvolle Reisen in Westafrika hatte er eine Waffe und gelernt damit umzugehen.

### Britische Mandatszeit
Im Ersten Weltkrieg eroberte die britische Egyptian Expeditionary Force auf Seiten der Triple Entente unterstützt von Militär aus Australien, Britisch-Indien und Neuseeland 1915 bis 1918 zunächst das Mutesarriflik Jerusalem und dann ab September 1918 auch das südliche von Bergen geprägte Vilâyet Beirut mit dem Libanongebirge und dessen südlicher Fortsetzung Galiläa, zu dem Miʿilya gehörte. Die vorrückende Palästinafront vertrieb die unterlegenen Truppen der Mittelmächte (Osmanische Armee, deutsches Levante-Korps, Österreich-Ungarns Truppen in Palästina). Die Entente-Mächte Vereinigtes Königreich Großbritannien und Irland und Dritte Französische Republik zogen neue Grenzen in Nahost, teilten die bislang osmanisch beherrschten Gebiete Levante und Arabien untereinander auf (Sykes-Picot-Abkommen 1916), was beide Siegermächte dann 1918 als Occupied Enemy Territory Administrations East, North und South Realität werden ließen.
Galiläa, das im Osmanischen Reich jahrhundertelang zum Einflussbereich von Damaskus und dann Beirut gehörte, gliederten die Briten in jenen Jerusalems um, zunächst Occupied Enemy Territory Administration South (OETA South) genannt. Der Völkerbund gab diesem Gebiet dann erstmals in der Neuzeit die amtliche Bezeichnung Palästina, als er schließlich 1922 Großbritannien das Völkerbundsmandat für Palästina erteilte, der in der osmanischen Verwaltungsrealität kein Äquivalent hatte. Damit griff der Völkerbund den Namen der römischen Provinz Syria Palaestina (deutsch philistäisches Syrien) auf, den die siegreichen Römer nach Niederschlagung des jüdischen Bar-Kochba-Aufstandes gegen ihre Herrschaft in Judäa im Jahre 135 neu prägten, um ihre aufständische Provinz Iudaea und deren Namen als Herkunftsregion der Juden vergessen zu machen. In christlichen Kreisen Europas und Amerikas war der von der römischen Neuschöpfung abgeleitete Begriff Palästina schon lange die Bezeichnung ihres Forschungsgegenstands, der Heimat Jesu, obwohl das anachronistisch war, denn der Jude Jesus lebte lange bevor die Römer den Begriff Judäa zu tilgen versuchten. Entsprechend spricht die Militärhistoriographie von Palästinafront, obwohl es keine osmanische Verwaltungseinheit dieses Namens und dieser territorialen Fassung gab.
Die Briten gliederten Miʿilya vom Safed Kaza in den Acre Sub-district (offiziell in den Amtssprachen des Mandatsgebiets arabisch قضاء عكّا, DMG Qaḍāʾ ʿAkkā und hebräisch נְפַת עַכּוֹ Nfat ʿAkkō, englisch Sub-district of Acre) um, der in leicht veränderten Grenzen auf den osmanischen Akka Kaza (arabisch قضاء عكّا, DMG Qaḍāʾ ʿAkkā ‚Qaḍi-Bezirk Akkon‘) zurückging und in der Mandatszeit nacheinander verschiedenen Distrikte Palästinas angehörte. Bei der Volkszählung der Mandatsbehörden Government of Palestine 1922 hatte Miʿilya 442 Einwohner; 429 Christen und 13 Muslime. Unter Miʿilyas Christen waren 424 katholische Melkiten, drei griechisch-orthodoxe Melkiten und zwei lateinische Katholiken. Gemäß Census von 1931 (1931 census of Palestine) war die Bevölkerung auf 579 Personen gewachsen; 553 Christen, 25 Muslime und ein Druse, insgesamt 138 Häuser.
Im Zuge der Modernisierung der Verhältnisse im Mandatsgebiet verschufen die Mandatsbehörden den Einwohnern Rechte, machten sie zu Bürgern, nachdem die Türkei durch den Vertrag von Lausanne (Artikel 27 und 30) mit Wirkung ab 6. August 2024 die Bewohner der verlorenen Gebiete des Osmanischen Reichs aus der bisherigen Staatsbürgerschaft entlassen hatte. Fundamental war die Verordnung Palestinian Citizenship Order 1925, dernach ab 1. August 1925 die Bewohner des Mandatsgebiets den Status von Palästinensern erhielten, registriert und durch Personaldokumente ausgewiesen. Die in osmanischer Zeit unsicheren Besitzverhältnisse an den Böden, wurden gemäß der Land Settlement of Title Ordinance ab 1928 durch Dokumente öffentlichen Glaubens der Mandatsbehörden zu durchsetzbaren Rechten, wo Entsprechendes im Osmanischen Reich oft fehlte und durch osmanische Behörden und Gerichte kaum geschützt war, da diese eher dem Gelde als mehr oder minder belegten Ansprüchen stattgaben.
Die Mandatsregierung registrierte die Bodenverhältnisse und erteilte darüber Eigentumstitel auf die Namen der Berechtigten. Damit wurden sie Eigentümer und erlangten die Möglichkeit, rechtssicher zu guten Preisen zu verkaufen oder zur Sicherung eines Kredits zu verpfänden, der Fiskus seinerseits konnte leichter besteuern. Um diese wirtschaftliche Ertüchtigung schnell voranzubringen, erstellten die Mandatsbehörden zunächst Eigentumstitel für (land)wirtschaftlich genutzte Ländereien, bebaute Grundstücke und Gemeinbedarfsflächen (v. a. für Verkehr, Daseinsvorsorge etc.). Ungenutze Ödflächen, Macchie, Wüsten wurden nicht einzeln vermessen und zugeordnet.

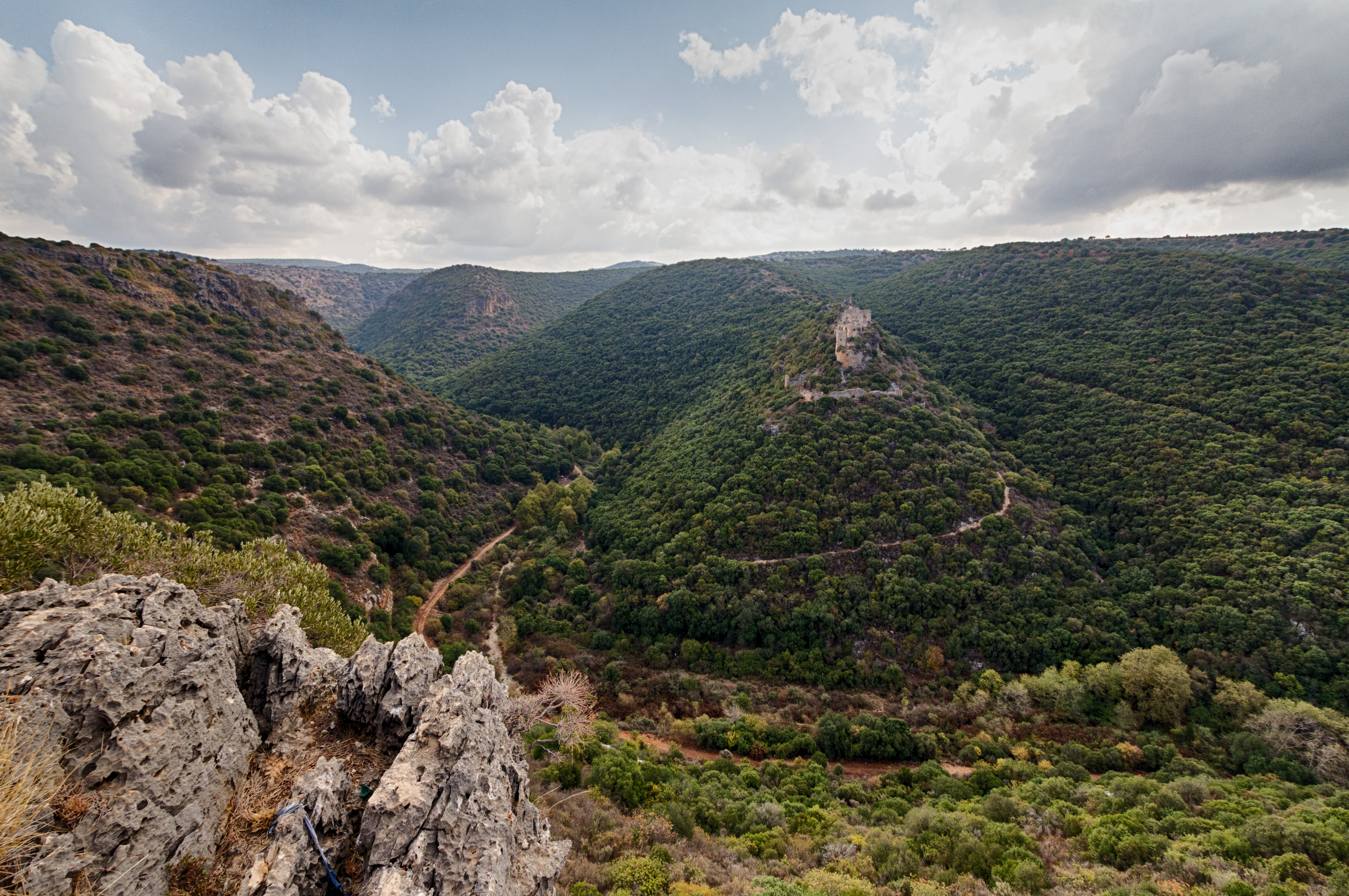
Burgruine Montfort auf dem Bergsporn al-Qurain zwischen den Tälern von Kesiv (links) und einem seiner Zuflüsse (rechts), wo 300 Meter stromabwärts die Shoufanis ihre Wassermühle bis 1952 betrieben, 2014

Im Großen Arabischen Aufstand (1936–1939), seinerzeit größte Erhebung gegen eine britische Kolonialverwaltung, erhoben sich arabische Nationalisten mit tödlichen Gewaltakten gegen tatsächliche und vermeintliche, zivile wie militärangehörige Vertreter der britischen Mandatsmacht, und gegen die Minderheit jüdischer Palästinenser, im Versuch beide Gruppen loszuwerden, wobei auch der Miʿilawite Shukri Shoufani sich einen Namen machte.
Als gut situierter Müller und weitgereister, erfahrener Kaufmann Mitte der 1920er Jahre heimgekehrt, wurde er mit der Waffenbeschaffung für die ländliche Bevölkerung betraut, um sie im Aufstand einzusetzen, er schulte Männer an den Waffen und wurde regionaler Anführer. Das Wohnhaus der Shoufanis in Miʿilya diente während des Aufstandes als lokales Hauptquartier der Aufständischen, wie sein Sohn der bekannte Historiker Elias Shoufani später beschrieb.:30 Vom Dach des Familienheims beobachtete der Sohn ein Gefecht zwischen Aufständischen und der British Army und wie die geschlagenen Rebellen in die Berge flohen, die Briten ihnen nachsetzten und gefangen nahmen, wessen sie habhaft wurden.:30 Die britische Mandatsmacht beschlagnahmte das Sommerhaus Basilius Asʿad Qassis’ (بَاسِيليُوس أَسْعَد قَسِّيس, DMG Bāsīlyūs Asʿad Qassīs), bürgerlicher Vorname (شُكْرِي, DMG Šukrī; Archimandrit der Eparchie Akko, Haifa, Nazareth und ganz Galiläa) und nutzte es als Militärstation zur Pazifikation der Gegend. Im Jahre 1940 erbauten die Briten oberhalb der Landstraße zwischen Miʿilya und Tarschiha für die Palestine Police das mächtige Tegart-Fort Tarschiha.
Im Jahre 1945 erreichte der Prozess der Rechteerteilung an Bürger und deren Beurkundung den peripheren Norden des Mandatsgebiets. Die genutzten Flächen in Miʿilya wurden Privaten als Eigentum beurkundet. Die Ödflächen nördlich des Wadis Nachal Schaʿal (נַחַל שַׁעַל) wurden unvermessen und damit unspezifiziert als den Oberhäuptern 120 miʿilawitischer Familien gehörend vermerkt, aber stellvertretend auf den Namen des Muchtars eingetragen. Die meisten Flächen im Gemeindegebiet waren ungenutzt, wie aus den Daten (Village Statistics, 1945) des palästinensischen Department of Statistics hervorgeht, welches das Gemeindegebiet Miʿilyas mit 29.084 metrischen Dunam bemisst. Davon dienten 1.509 Dunam als Plantagen (Ölbäume, Moschusbirnen) und bewässerte Gartenbauflächen (u. a. Tabak), 2.883 Dunam dem Getreideanbau, 9.948 Dunam waren Staatsland (englisch Public land), während die bebaute Fläche mir 123 Dunam vermerkt ist.
Für das Jahr 1945 zählte das Department of Statistics 900 Einwohner, darunter 790 Christen und 110 Muslime. Masʿad Qassis (1918–1989), Landwirt und Absolvent der 1933 eröffneten jüdischen Kadoorie Agricultural School (בֵּית הַסֵּפֶר הַחַקְלָאִי כָּדוּרִי Beit haSefer haChaqlaʾī Kadūrī, deutsch ‚Landwirtschaftliche Kadoorie-Schule‘), mühte sich die erwerblichen Aussichten der Bauern zu verbessern und gründete 1945 eine Vermarktungsgenossenschaft für den lokalen Tabaksanbau, deren Mitglieder ihn in den Vorstand wählten. Die Genossenschaft vertrat die Interessen der beigetretenen Tabaksbauern gegenüber dem Zigarettenhersteller Dubek Ltd. (דּוּבֶּק בָּעָ״מ), den der deutsche Einwanderer Martin Gehl (מַרְטִין גֵהְל) 1935 gegründet hatte, in Verhandlungen mit dem Dubek-Vertreter Eli Faraǧi (אֵלִי פָארָאגִ׳י).
Bis Ende des Mandats 1948 war die Beurkundung genutzter Flächen weitgehend abgeschlossen, allein im dünn besiedelten Süden (Negev) war die Titelvergabe noch nicht weit fortgeschritten und die Beurkundung ungenutzter Flächen stand überhaupt noch aus. Nachdem die Briten ihren Mandatsauftrag zur Verwaltung Palästinas an die UNO, als Nachfolgerin des Völkerbundes, zurückgaben, fasste diese Beschlüsse für die Zukunft des Landes. Gemäß den Völkerbundsbestimmungen von 1922 für das Palästina-Mandat war die jüdische Heimstatt zu fördern und zu wahren, wie die Rechte der arabischen Nichtjuden im Lande, doch nach Ansicht der UNO war die Heimstatt in einem binationalen Palästina aber eher nicht gesichert.
Darauf fasste am 29. November 1947 die Mehrheit der Mitglieder der UNO den Beschluss, das Mandatsgebiet im Mai 1948 zu teilen, in einen Staat für Juden und einen für nichtjüdische Araber. Galiläa mit Miʿilya sollte Teil des nichtjüdisch-arabischen Staates sein. Die benachbarten Staaten – sämtlich Mitglieder der Arabischen Liga – kündigten die Invasionen ihrer Streitkräfte an. Im Vorlauf dieser angekündigten Invasionen mühten sich die nationalen Bewegungen im Lande – antizionistische überwiegend nichtjüdische einerseits und andererseits zionistische überwiegend jüdische Palästinenser – darum, auch mit Gewalt Positionen und Posten einzunehmen bzw. zu halten, die im bevorstehenden Krieg strategisch wichtig erschienen, was sich zum Bürgerkrieg zwischen arabischen und jüdischen Palästinensern (Dezember 1947 – Mai 1948) auswuchs.

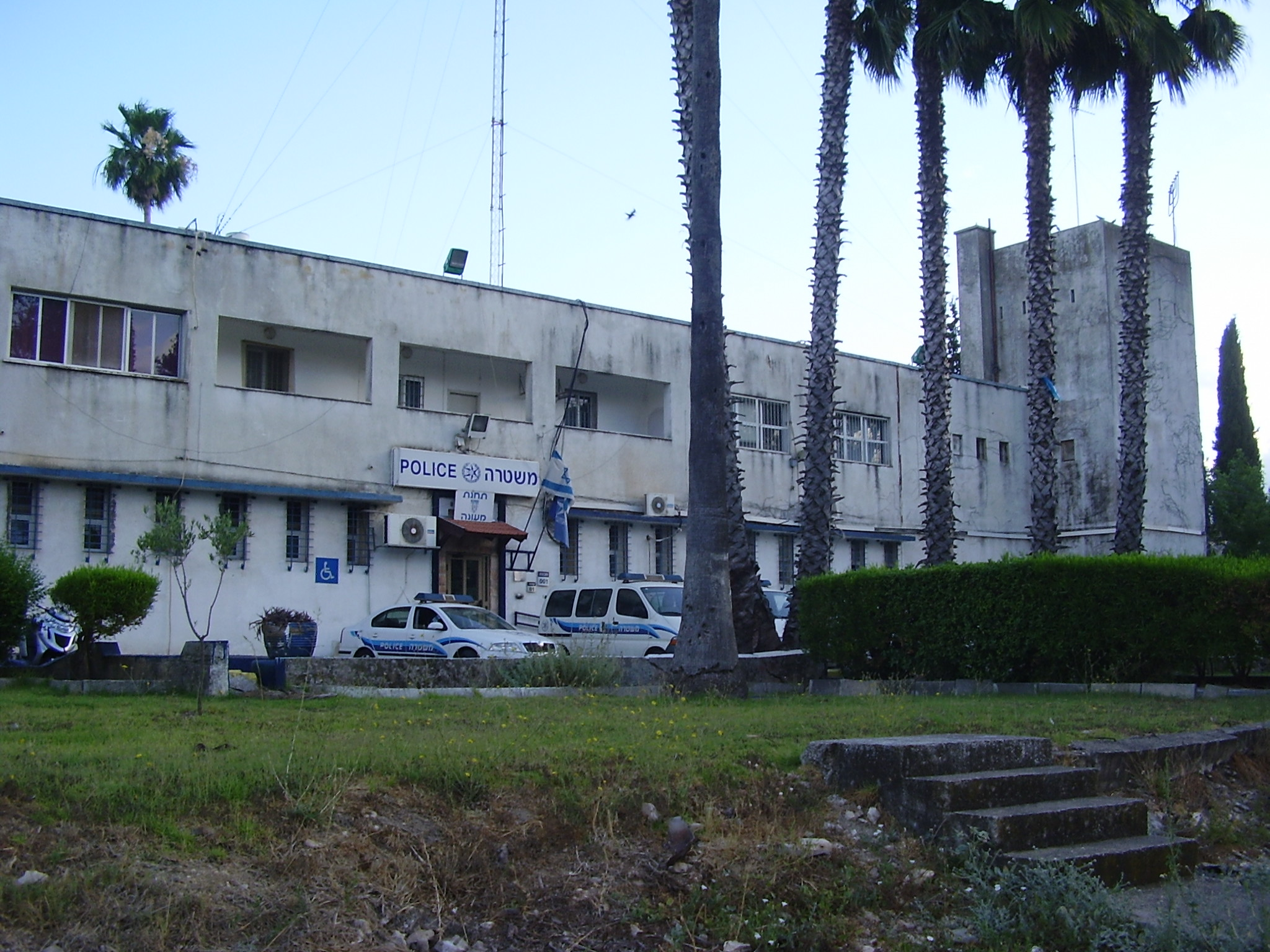
Tegart-Fort Tarschiha, heute Polizeiwache Meʿona, 2010

Während die britische Mandatsmacht sich mühte, mittellose und gezeichnete Überlebende der deutschen Schoah in Europa an der Einreise nach Palästina zu hindern, überschritten bewaffnete ausländische arabische Gruppen die Landgrenzen. Die Arabische Liga hatte die paramilitärische Arabische Befreiungsarmee aufgestellt, die ab Ende 1947 ins Mandatsgebiet einsickerte, um im Bürgerkrieg bewaffnete und zivile Angehörige der britischen Mandatsmacht und jüdische Palästinenser zu attackieren.:90 Im Frühjahr 1948 räumten die Briten das Tegart-Fort Tarschiha im Rahmen des Abzugs aus dem Lande, in der Peripherie beginnend. Die Arabische Befreiungsarmee bezog die befestigte Polizeistation. Der in Tarschiha stationierte Fawzi Raschid (فوزي رشيد) versuchte mit Drohbrief Muchtar Chalil Layyus (خَلِيل لَيُّوس, DMG Ḫalīl Layyūs) und andere Miʿilawiten per Drohflugblätter, andernfalls ihre Kinder zu töten, zu Kriegskontributionen zu erpressen, doch Shukri Shoufani intervenierte. Shukri Shoufani nahm seine Aufstandstätigkeit wieder auf und beschaffte den Bewohnern Miʿilyas Waffen, die sich an einer Dorfmiliz beteiligten.
Shoufani beteiligte sich mit Hunderten bewaffneten Dorfmilizionären und Einheiten der Arabischen Befreiungsarmee mit deren Kommandant Khalil al-Kallas auf der Landstraße Akko-Damaskus (heute Kvisch ) nahe al-Kabris am 27. März 1948 am Überfall auf den Jechiʿam-Konvoi zur Versorgung des arabisch belagerten Jechiʿams, wobei sie 46 Angehörige der Haganna niedermachten. Sechs Araber wurden ebenfalls im Gefecht getötet. Israelische Nachrichtendienste hatten Shoufani als Beteiligten am Überfall auf den Jechiʿam-Konvoi ermittelt, denn die Arabische Befreiungsarmee hatte ihn für die Platzierung einer Granate in einem gepanzerten Konvoi-Fahrzeug ausgezeichnet, eine Nachricht die dann die Runde machte.
In Shukri Shoufanis Haus in Miʿilya gaben sich arabische Aufständische, örtliche Honoratioren, Befehlshaber der Arabischen Befreiungsarmee die Klinke in die Hand, wie in einer Art Hauptquartier. Elias Shoufani erinnerte sich an Gäste wie den Sergeanten der jemenitischen Kompanie und Adib asch-Schischakli, damals Befehlshaber der 2. Jarmuk-Brigade der Arabischen Befreiungsarmee,:32seq. später syrischer Präsident.

### Einnahme durch Israel
Noch im Bürgerkrieg vor Beginn des Kriegs um Israels Unabhängigkeit am 15. Mai 1948 hatte die Haganna im April und frühen Mai das östliche Obergaliläa eingenommen und nach Gründung des Staates Israel dann in Mai, Juni und Juli 1948 das westliche Galiläa. Dazwischen verblieb Miʿilya einstweilen in einem im Süden spitz zulaufenden Gebietsdreieck, das drei Jarmuk-Brigaden der Arabischen Befreiungsarmee unterstützt durch Dorfmilizen wie jene Miʿilyas und Tarschihas hielten.
Im Zuge der israelischen Operation Deqel (9.–19. Juli 1948) beschossen die israelischen Verteidigungsstreitkräfte (ZaHaL) Miʿilya in einem kurzen Gefecht mit Artillerie, worauf die Dorfbewohner in Höhlen in den umliegenden Bergen flohen. Die bei Miʿilya im einst britischen Tegart-Fort liegende jemenitische Kompanie der Arabischen Befreiungsarmee erwiderte die Schläge,:228 unterstützt durch die Dorfmiliz Miʿilyas.:282 Einen Vorstoß des ZaHaLs ostwärts schlugen in der Schlacht bei al-Tall al-Ahmar (9.–11. Oktober 1948) die jemenitische Kompanie und Milizionäre aus Miʿilya ab, wobei acht Israelis fielen, woraufhin die Araber westwärts auf israelische befestigte Posten vorrückten.
Doch dieser noch einmal abgewehrte Vorstoß schuf ein Unsicherheitsgefühl, Leute, deren Häuser außerhalb der geschlossenen Bebauung Miʿilyas lagen, begannen die Nächte bei Verwandten in der Ortsmitte zu verbringen, seit Beginn der israelischen Luftangriffe ab 22. Oktober aufs Hauptquartier der 2. Jarmuk-Brigade im Tegart-Fort Tarschiha in Vorbereitung der Operation Chiram blieben Alte, Gebrechliche und einige Männer in Miʿilya, während Frauen, Kinder und viele Männer Zuflucht in den Höhlen in der steilen Südwand des tief eingeschnittenen Tals des al-Qarn / القرن (hebräisch כְּזִיב Kəsiv) suchten und zwar in einem Mäander nordöstlich Miʿilyas gegenüber Abbirims.:415seq.
Israel startete am 28. Oktober die Bodenoffensive der Operation Chiram, im Zuge deren die Streitkräfte binnen 60 Stunden, schneller als irgend erwartet, die arabisch gehaltenen Teile Obergaliläas eroberten, die Arabische Befreiungsarmee und lokale Milizen wie Zehntausende zivile Galiläer in die Flucht nach Libanon schlugen.:413 Dabei ergab sich das stark verteidigte Tegart-Fort Tarschiha, Sitz der 2. Jarmuk-Brigade der Arabischen Befreiungsarmee, nach Kämpfen die Nacht hindurch am 30. Oktober in der Frühe. Diese hatten die Miʿilawiten derart erschreckt, dass noch in der gleichen Nacht viele in den Höhlen im Flusstal, die meisten aber in Fassuta Zuflucht suchten. Manche flohen bis über die Grenze in den Libanon,:228 darunter vor allem Dorfmilizionäre wie Shukri Shoufani und ferner auch Masʿad Qassis, wo sie Aufnahme fanden in Rmaisch (رَمِيش), ʿAin Ibel (عَيْنُ إِبِلٍ), Tyros und andernorts.
Eine Kolonne des 11. Bataillons der israelischen Oded-Brigade rückte am 30. Oktober von Westen gen Tarschiha vor und durchkämmte das am Wege gelegene Miʿilya, wobei durch die Macchie 80 abziehende Jemeniten und Kräfte, die schon nördlich des Flusses al-Qarn waren mit israelischen Soldaten Schüsse wechselten, während letztere einzelne Gefangene machten.:416seq. Von Westen wurde ein Zug der 2. Kompanie des 91. Bataillons der israelischen 9. Brigade ausgesandt, Miʿilya einzunehmen und zu sichern, wozu israelische Nachrichtendienste ein Bulletin über den Ort lieferten, dem auch die Informationen über Shoufani als Kriegsbeteiligter beigefügt waren. Der Kommandant der 2. Kompanie vermerkte für den Weg ins Dorf um zehn getötete und drei gefangene Soldaten der Arabischen Befreiungsarmee.
Neben Alten und Gebrechlichen waren nur wenige Jüngere im Ort geblieben. Israelische Soldaten erschossen zwei Bewohner: Die Ladeninhaberin Naifa Farran, die zur Versorgung ihrer Großmutter zurückgekehrt war, grub einen im Garten versteckten Butterbottich aus, was ein israelischer Soldat, der von einem Dach aus den Ort überblickte, als Waffenbergung missdeutete und schoss, und der taube, sprach- und körperbehinderte Manṣur Qasta, dem die Situation womöglich nicht klar war, verhielt sich undeutbar und ruckartig, worauf auch er tragisch getötet wurde.
Der Kommandant des Zuges des 11. Bataillons, Aviʿeser Friedman (אֲבִיעֶזֶר פְרִידְמָן), erwähnt in seinem Bericht die zwei Erschossenen nicht, jedoch dass die Soldaten auf keinen Widerstand stießen und auf der Hauptstraße eine Abordnung mit weißen Fahnen trafen: Der örtliche Abuna Isidor Abu Hanna (إِزِيدُور أَبُو حَنَّا, DMG Izīdūr Abū Ḥannā; ca. 1908–1975), der kleinwüchsige Yusuf Faris Shoufani wie die Senioren Ǧiryis ʿArraf (جِرْيِس عَرَّاف, DMG Ǧiryis ʿArrāf) und Yusuf Qassis (Masʿads Vater und Bruder von Basilius Asʿad Qassis).
Der damals um 40 Jahre alte Abuna, gebürtiger Miʿilawite, war gebildet, eloquent in Arabisch, Griechisch und Französisch, der lingua franca der levantinischen Katholiken und vieler anderer Christen, die deren Bildungseinrichtungen absolvierten. Der Abuna sprach die Israelis auf Französisch an, um sie formvollendet zu begrüßen und Miʿilya zu übergeben. Der Kommandant formulierte seine Forderungen und verlangte alle Waffen an die Soldaten herauszugeben, worauf der Abuna ausweichend, auf Zeit spielend antwortete. Der Abuna verwies auf die geflohenen Miʿilawiten in der umgebenden Macchie und dem Flusstal und bat, sie nicht zu beschießen, was Friedman zusagte.
Als bis 12 Uhr des 31. Oktobers keine Waffen ausgehändigt worden waren, wählte der Kommandant das Haus Shukri Shoufanis und ließ es sprengen, was die Abordnung der Miʿilawiten sofort verstand, der Abuna sandte Yusuf Faris Shoufani in die Macchie, von wo er mit mehreren Senioren zurückkam, die den Israelis auseinandersetzten, wer im Ort welche Waffen hatte. Yusuf ʿArraf and Hanna Kamal al-ʿAbid (حنا كمال العابد, DMG Ḥannā Kamāl al-ʿĀbid) eilten als Boten zu Shukri Shoufani ins etwa 18 Kilometer entfernte libanesische Rmaisch, sammelten 14 Waffen ein, die die Milizionäre mitgenommen hatten, und entsandten Jabra al-Sabbagh sie nach Miʿilya zu bringen. Muhanna Shoufani, ein Bruder von Elias, hatte beider Vater in Rmaisch erklärt, dass das Militär womöglich ein ums andere Haus sprengen würde, wenn sie die Waffen nicht in Miʿilya übergeben, was am Ende der Lieferkette Yusuf Qassis als Teil der Abordnung vollbrachte, der um sein eigenes Haus fürchtete.:425
Den Geflohenen erlaubte der Kommandant zurückzukehren,:228 worauf Yusuf Faris Shoufani in die Macchie und zu den Höhlen ausgesandt wurde, die dort Ausharrenden zu holen. Auf dem Heimweg nach Miʿilya machte Elias Shoufani am 2. November eine Nacht Station in der Wassermühle am Qarn, wo er andere Miʿilawiten traf, die zagten, ob sie sich angesichts des Kriegsgeschehens schon heimwagen könnten. Nachdem die israelischen Soldaten Shukri Shoufanis nicht hatten habhaft werden können, beschloss das Kommando des 91. Bataillons in seinem Hauptquartier in Dair al-Qassi, das die Soldaten am 30. Oktober eingenommen hatten, Shoufani auf einem seiner gelegentlichen Wege vom Libanon zur Wassermühle zu schnappen, wozu es jedoch nicht kam. Als später der Handelsvertreter Eli Faraǧi in Fassuta Miʿilawiten begegnete, die dort Zuflucht gefunden hatten, veranlasste er sie heimzukehren, wie es viele ihrer Nachbarn schon getan hatten. Bis Mitte November 1948 waren die allermeisten Miʿilawiten heimgekehrt.
Im Ergebnis der Operationen Deqel und Chiram kann man sagen, dass in Galiläa die Einwohner muslimischer Orte vertrieben wurden, von Ausnahmen abgesehen, dass die christlichen und drusischen Ortschaften bestehen blieben, von Ausnahmen abgesehen, dass die Ortschaften, die sich widerstandslos ergaben, bestehen blieben, von Ausnahmen – wie Iqrit – abgesehen, und die Einwohner von Siedlungen, aus denen heraus Israels Militär bekämpft wurde, vertrieben wurden, von Ausnahmen – wie eben Miʿilya – abgesehen.

### Wandel in Israels Anfangsjahren
Die israelische Regierung unterstellte die arabische nichtjüdische Bevölkerung der Militäraufsicht durch den ZaHaL, in Miʿilya beschlagnahmte die Militäraufsicht das Sommerhaus des Archimandriten Basilius Asʿad Qassis, das seit 1936 die Briten eingenommen hatten, und nutzte es bis Mitte der 1950er Jahre. Am 15. Januar 1949 wiesen israelische Sicherheitskräfte 25 männliche Familienoberhäupter Miʿilyas ins irakisch besetzte Dschenin aus.:240 Der Muchtar Chalil Layyus und eine Abordnung sprach am 31. Januar des Jahres in der Außenstelle Haifa des Ministeriums für Minderheiten vor, um sich über die Behandlung durch die Sicherheitskräfte zu beschweren und über den Verbleib der Männer Auskunft zu erhalten. Die Ausgewiesenen beklagten, dass israelische Soldaten sie unterwegs ausgeraubt haben.:352 Das Ministerium für Minderheiten meldete im März 1949, das die Festgenommenen unter dem Vorwurf des Informantentums für feindliche invasorische Mächte ausgewiesen worden waren.:352 Sie landeten schließlich via Jordanien und Syrien im Libanon.
Gegen Ende 1949 planten israelische Militärbehörden, alle Araber als potentielle Gefährder der Sicherheit aus dem israelischen Grenzbereich zum Libanon auszuweisen, was die Bewohner in Ǧisch (einschließlich der dort weilenden Binnenflüchtlinge aus Birʿim), Fassuta, Hurfaisch, Miʿilya, Rihaniyya und Tarschiha betroffen hätte, doch das Außenministerium Israels unterband das.:242 Darauf suchte israelisches Militär im November 1949 in mehreren Razzien nach Infiltranten und Informanten zu Gunsten feindlicher Mächte.:352 Angehörige des im benachbarten Tarschiha tätigen American Friends Service Committees spekulierten, diese Haussuchungen zielten darauf, Miʿilyas Bewohner zum Verlassen des israelischen Staatsgebiets zu bewegen.:240
Wie alle arabischen Israelis unterlagen die Einwohner Miʿilyas pauschal als womöglich zu Feindseligkeiten gegen Israel bereite Bürger israelischem Kriegsrecht, das ihnen bestimmte Aufenthaltsorte zuwies, ihnen Reisen nur mit Genehmigung erlaubte, und Ausgangssperren und Administrativhaft zuließ. Unter Militäraufsicht wurden die Kriegsereignisse völlig anders dargestellt: „Die Spuren des Krieges sind hier überhaupt nicht sichtbar, denn die Bewohner des Ortes zeigten keinerlei Widerstand gegen den Staat Israel. Weiße Fahnen, die in Miʿilya gehisst wurden, bewahrten die Bewohner vor Zerstörung und Opfern.“
Im Jahre 1950 beteiligte sich Masʿad Qassis mit Unterstützung der Histadrut daran, eine Vermarktungsgenossenschaft für den örtlichen Gemüseanbau zu gründen. Die israelischen Stimmberechtigten wählten Masʿad Qassis bei den Wahlen 1951 und 1955 in die Knesset, als deren Mitglied er die von ihm mitbegründete Demokratische Liste für Araber Israels (רְשִׁימָה דֵּמוֹקְרָטִית לְעַרְבֵי יִשְׂרָאֵל Rəschīmah Demōqraṭīt ləʿArəvei Jisraʾel) vertrat. Er wirkte in den Parlamentsausschüssen für Wirtschaft, für Rechtsfragen und die Ausarbeitung einer Verfassung. Miʿilya erhielt 1957 den Status als Gemeinde, deren Bewohner ihre kommunale Bürgervertretung und diese den neunköpfigen Gemeinderat (hebräisch מוֹעָצָה מְְקוֹמִית Mōʿatzah Məqōmīt, deutsch ‚Lokaler Rat‘) wählen, um im Rahmen der israelischen Kommunalordnung die örtlichen Belange in Selbstverwaltung zu besorgen. Nach Jahren in Beirut kehrte Shukri Shoufani in den frühen 1950er Jahren ein zweites Mal nach Miʿilya zurück, diesmal mit anderen, den 1949 exilierten Miʿilawiten, vermittelt bei der israelischen Regierung durch George Hakim, 1943 bis 1967 Bischof der Eparchie Akko, Haifa, Nazareth und ganz Galiläa, mit dem Miʿilawiten Basilius Qassis (1908 ordiniert, 1962 gestorben in Tyros) ab 1949 als Generalvikar des Erzbischofs von Tyros, Agapios Salomon Naoum im Libanon.
In den 1950er Jahren war unter den Landesteilen Israels der Nordbezirk dünner besiedelt, minder industrialisiert und weniger erschlossen, als die zentralen Bezirke und der Bezirk Jerusalem. Und das, obwohl die klimatischen Bedingungen im Norden, sehr annehmbar sind, im Unterschied zur damals ebenfalls minder entwickelten Wüste Negev im Südbezirk. Die Politik verlegte sich darauf, den Norden zu entwickeln, um zwei Ziele zu erreichen. Einenteils sollte der Norden einen Teil des Bevölkerungszuwachses aus der Landesmitte absorbieren, der sich aus dem reproduktiven Verhalten des Jüdischen Sektor der israelischen Gesellschaft und der Einwanderung speist.
Anderenteils gibt es militärstrategische Erwägungen, dass in dem feindlichen Umfeld, das die Nachbarn Israels ihm seit dem ersten Tag seiner Existenz mit dem Krieg um seine Unabhängigkeit bereiten, in einer feindlichen Bodeninvasion in den Nordbezirk die israelischen Streitkräfte womöglich nicht den notwendigen Rückhalt finden würden in der nichtjüdisch-arabischen Mehrheit des so genannten Arabischen Sektors der israelischen Gesellschaft dort. Von einer dichteren Durchmischung des Nordbezirks mit jüdischen Einwohnern erwartete man sich eine bessere Ausgangslage im Verteidigungsfall.
Im September 1952 stellten die israelischen Behörden den Miʿilawiten israelische Personaldokumente aus. In den 1950er Jahren machten die Miʿilawiten ihre Eigentumstitel aus der Mandatszeit geltend, die der damalige Generalstaatsanwalt Chaim Cohn anerkannte, jedoch folgte die Regierung einer anderen Agenda, auf staatliche Verfügung über das Land hoffend, unterließ sie unter verschiedenen Vorwänden es, die Titel offiziell zu registrieren. Um jüdische Israelis zur Niederlassung im Norden zu bewegen, liefen Kampagnen, jüdische Israelis zum Umzug dorthin zu begeistern und staatliche Investitionen, um die Infrastruktur im Norden zu erweitern. Im Zuge dessen wurde Miʿilya im Januar 1962 ans landesweite Stromnetz angeschlossen.
Im gleichen Jahr verkleinerten Staatsbehörden das Gemeindegebiet Miʿilyas, was vor allem ungenutzte Flächen betraf, und gliederte sie in die Dispositionsmasse staatlicher Raumplanung um. Miʿilawiten klagten darauf, das Grundeigentum Privater an diesen umgegliederten Ländereien zu bestätigen, wie 1945 durch die Mandatsbehörden anerkannt, und unterlagen 1968 vor Gericht. Bis in die 1960er Jahre war die Produktion von Olivenöl und Tabak Haupterwerbsquellen des Dorfes. Seit 1963 das israelische Verbot, Schweine zu züchten, zu halten und zu schlachten in Kraft trat, gehört Miʿilya zu den Kommunen, wo es nicht gilt, weshalb mehrere Bauern Schweinezucht und -mast betrieben. Im Jahre 1965 arbeiteten 45 % als Erwerbstätige in der Landwirtschaft, 30 % als abhängig Beschäftigte und etwa 25 % in Handwerk und Kleingewerbe. Im Jahre 1966 hob Israel die Ausnahmebestimmungen für arabische Israelis in den Dörfern auf (in den Städten war dies schon 1951 geschehen). Im Jahre 1969 wählten seine Mitbürger Masʿad Qassis zu Miʿilyas Bürgermeister.
Der 1948 durch David Ben Gurion gegründete Nachal bildete unter anderem enthusiastische Gruppen von Gründungspionieren aus, so genannte Garʿīnīm, Pluralform von hebräisch גַּרְעִין Garʿīn, deutsch ‚Saatkorn‘, um als Juden einen neuen Ort in Israel zu gründen, ausgestreut wie Samen übers Land, sollten ihre Wohnplätze wie Saat aufgehen und dann je nach Umständen gedeihen. Doch wie die Zeitung עַל הַמִּשְׁמָר ʿAl haMischmar, deutsch ‚Auf der Wacht‘ schlussfolgerte, gab es nicht genügend Garʿinim für eine Besiedlung Galiläas, während die in den 1970er Jahren vollführten Neugründungen verschärfte interne Spannungen schufen.

### Konflikte um entzogene Flächenzuständigkeiten und Landrechte

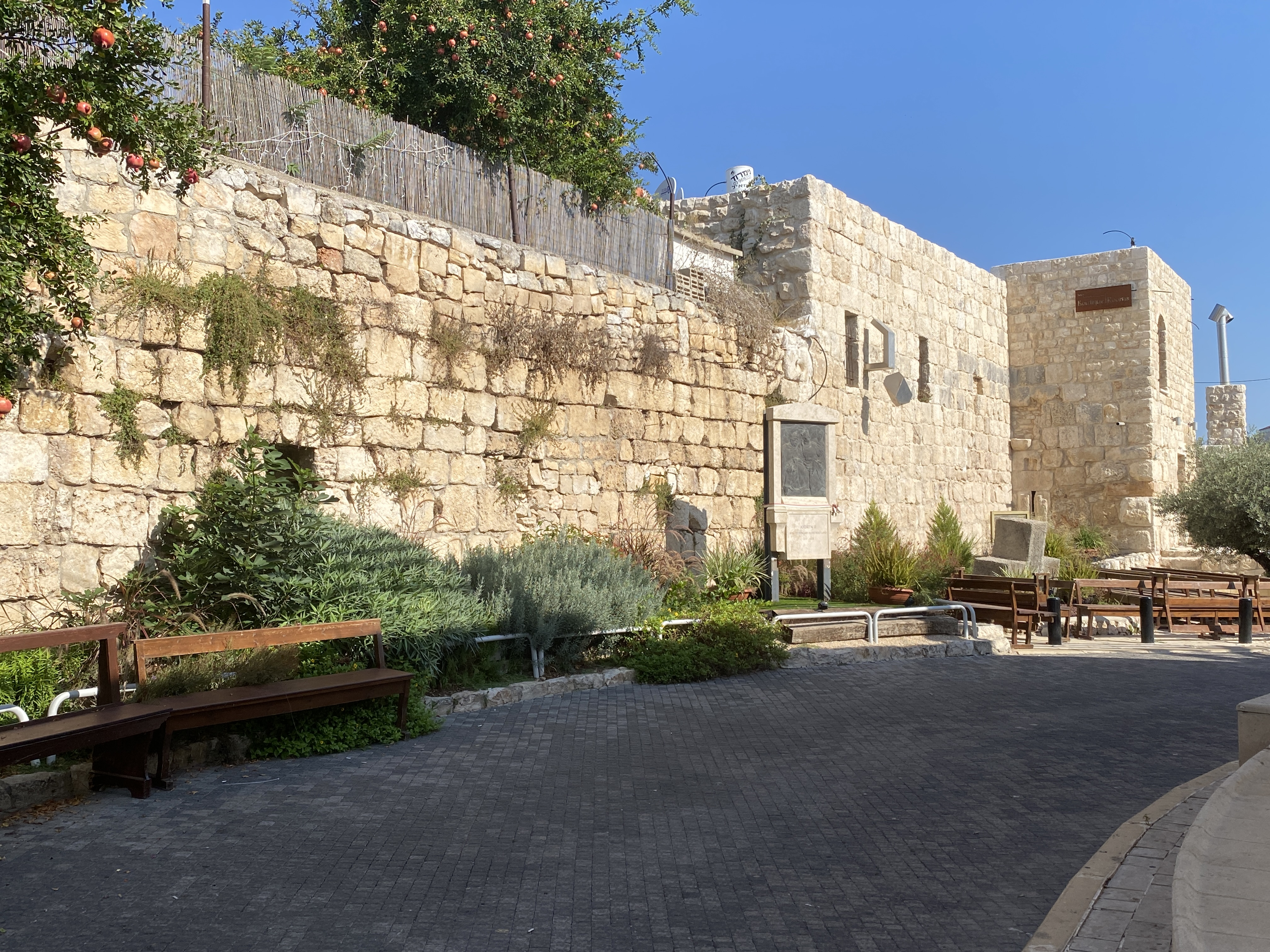
Nördlicher Kirchplatz mit Relief für König Andreas II. von Ungarn (fast mittig) und grauem Gedenkkreuz (von Bänken verstellt) für die Gewalterfahrungen bei den Protesten wegen entzogener Böden 1979, von Jiggaʾel Tumarkin geschaffen, vor Mauer und Nordostturm der Burg Castellum Regis, 2024

Auch Miʿilya war Objekt und Subjekt in den Streitigkeiten um Zuständigkeiten für Land. Dabei geht es in geringerem Flächenumfang (1) um Enteignungen privaten Grundeigentums israelischer natürlicher und juristischer Personen, die in der Regel entschädigt werden, und flächenmäßig weit überwiegend (2) um Umgliederungen von Staatsland zwischen Gebietskörperschaften. In den Debatten darüber liegt der Fokus dabei meist verkürzt auf Enteignungen Privater, die in Staaten mit geschützten Eigentumsrechten aufhorchen lassen, wobei das Ausmaß dann zumeist überhöht wird, weil die zwischen zuständigen Gebietskörperschaften umgegliederten Flächen irreführenderweise als enteignet beschrieben werden.
Jisraʾel Koenig, 1968 bis 1986 Geschäftsträger (hebräisch מְמוּנֶּה Məmunneh, deutsch ‚Eingesetzter‘ [Beamter/Vertreter]) des Innenministeriums für den Nordbezirk, arbeitete einen Masterplan für die Verdichtung der jüdischen Bevölkerung im Bezirk aus (oft schlagwortartig Judaisierung Galiläas genannt), in dessen Rahmen das Wohnungsbauministerium schließlich 60 neue Orte gründete. Im April 1976 verfasste Koenig das später nach ihm benannte Koenig-Memorandum (מִסְמַךְ קֶנִיג Mismach Kenig) zum behördlichen Umgang mit Fragen des Arabischen Sektors in Galiläa. Nachdem ʿAl haMischmar das Memorandum im September 1976 geleakt hatte, löste dies öffentliche Empörung aus und leitete die grundsätzliche Neubestimmung der Regierungshaltung und -praxis gegenüber dem arabischen Gesellschaftssegment Israels ein. Die Regierung beließ Koenig dennoch noch lange im Amt, so dass er seine Pläne weiterverfolgen konnte.
Ursache der Spannungen war die Art der Standortwahl für neue Gründungen. Wie Stef Wertheimer in der Debatte über Miʿilya in der Knesset ausführte, die er und Tawfiq Ṭubi per Antrag zur Geschäftsordnung am 18. Juli 1979 auf die Tagesordnung gebracht hatten, bot der dünn besiedelte Norden Israels doch genug Raum für neue Ortsgründungen wie in Jaʿad und später beim Gewerbegebiet Migdal Tefen, ohne die Menschen in bestehenden Ortschaften gegen die Entwicklung aufzubringen.
Weite Teile israelischen Bodens, sowohl innerhalb von Gebietskörperschaften wie in gemeindefreien Gebieten sind nach massenhaften Verstaatlichungen in osmanischer Zeit bis heute so genanntes staatliches Miri-Land, befindet sich also nicht im Eigentum Privater oder nichtstaatlicher Körperschaften (wie Religionsgemeinschaften, Firmen). Doch mit Deckung seiner Vorgesetzten bestimmte Koenig, neue jüdisch bewohnte Orte in sichtbarer Nähe zu bestehenden arabisch bewohnten Ansiedlungen zu gründen – soweit geographisch möglich – in exponierter Lage oberhalb dieser. Entsprechend bezeichnet die Bezirksraumplanung solch Neugründungen als Mizpim (Pluralform von hebräisch מִצְפֶה Mizpeh, deutsch ‚Warte‘).
Landwirtschaftsminister Ariel Scharon erklärte am 27. April 1979 in einem Interview des Maʿarivs, welches Vorgehen er für Neugründungen jüdisch bewohnter Orte in Galiläa anstrebe. „Wir haben beschlossen, dort 26 Siedlungen zu gründen und zwölf davon befinden sich bereits in verschiedenen Phasen der Gründung.“ Die beabsichtige räumliche Nähe der geplanten, jüdischen Wohnplätze zu arabisch bewohnten Orten bedeutete vielerorts, dass ersterer künftige Standorte zunächst noch in kommunaler und politischer Zuständigkeit letzterer liegen würden. Da die neuen jüdischen Wohnplätze aber eigenständige Kommunen bilden sollten, musste im Vorlauf der Neugründungen das Gemeindegebiet vieler arabischer Kommunen um die gewünschten Standortflächen der neuen Orte verkleinert werden. Das blieb arabischen Kommunen natürlich nicht verborgen und rief den Widerspruch und Widerstand der Gemeinderäte hervor, schmälerten die Verluste an Gemeindegebiet doch die Möglichkeiten kommunaler Entwicklungsplanungen. Die Zeitung ʿAl haMischmar bezifferte die für Neugründungen jüdisch bewohnter Orte akquirierten Flächen: „Auf diese Weise hat der Staat rund 180.000 Dunam in Besitz genommen. Bis zum Jahresende [1979] sollen dort 29 Mizpim errichtet werden. Im nächsten Jahr sollen Gebiete für weitere 20 bis 30 Mizpim ausfindig gemacht werden.“

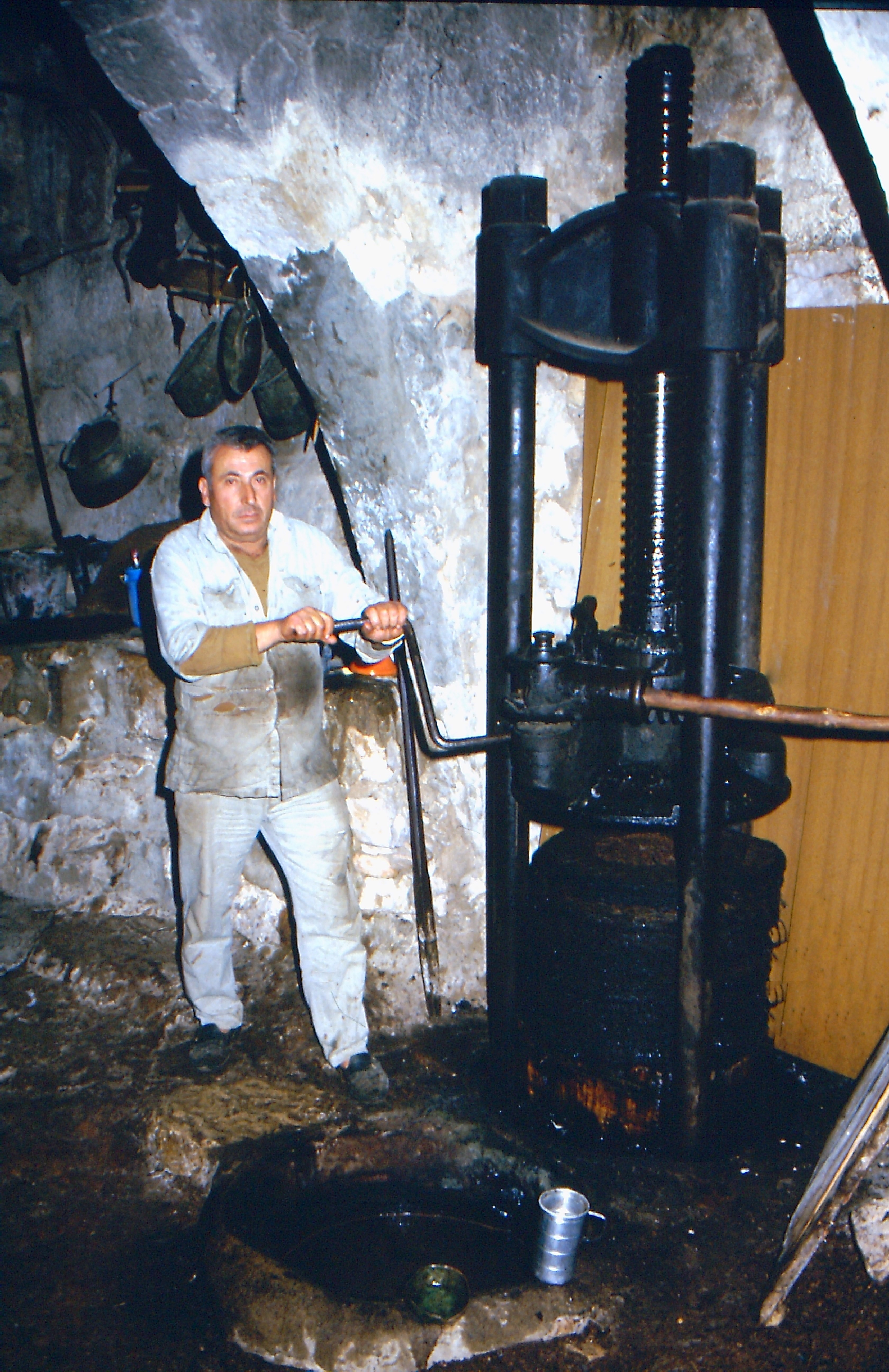
Elias Shoufani, Namensvetter des Autors, 1983 mit seiner manuellen Ölpresse

Bis Anfang der 1970er Jahre war der Tabaksanbau in Miʿilya ein sicherer Erwerb, doch Änderungen der Importzölle Israels führten zum Niedergang des Anbaus, nachdem die Dubek BaʿAM auf billigeren Importtabak umstellte, worauf allein der Anbau für den Eigenbedarf blieb. Da befand Miʿilya sich längst im Strukturwandel, die damalige Generation der Berufseinsteiger hatte mit höheren Bildungsabschlüssen Karrieren jenseits der Landwirtschaft eingeschlagen, Bauern gingen in Pension oder wechselten in den Nebenerwerb. Mit der Alija sowjetischer Juden ab 1973 erhielt der Schweinefleischkonsum in Israel einen Schub, woran Bauern Miʿilyas partizipierten, eines der beiden israelischen Schlachthäuser für Schweine befindet sich am Ort.
Im Jahre 1975 gründeten Gegner der Entwicklung jüdisch bewohnter Orte in vormals arabischen Gemeindegebieten das Landeskomitee zur Verteidigung arabischer Böden (הַוַּעַד הָאַרְצִי לַהֲגָנָה עַל הָאֲדָמוֹת הָעַרְבִיּוֹת HaWaʿad haʾArzī laHagannah ʿal haʾAdamōt haʿAravijjōt), dem Masʿad Qassis 1976 beitrat. Der Eindruck der Mizpim war laut ʿAl haMischmar verheerend, denn sie ließen bei den Einwohnern bestehender benachbarter arabischre Ansiedlungen den Eindruck, sie sollen überwacht, in Schach gehalten werden, als gehe militärische Gefahr nicht von Feindstaaten der Region aus, sondern bestehe im Inneren. Die gewählten Standorte für die geplanten Ortsneugründungen waren zunächst darauf zu prüfen, ob sie überhaupt Staatsland sind oder Rechte anderer daran bestehen.
Für das künftige Gemeindegebiet der Miʿilya benachbarten neuen jüdischen Ortschaft ließ die Bezirksverwaltung per Feststellungsklage bei Gericht ermitteln, ob die vorgefundenen Eigentumstitel aus der Mandatszeit für das betreffende Gebiet eventuell erledigt sind. Das Bezirksgericht Nord in Nazareth bestellte den Muchtar also ein, die dokumentierten unspezifizierten Rechte zu bestätigen, doch er kam nicht, weshalb es mangels Erscheinens feststellte, dass die Rechte nicht bestehen. Mit dem Gerichtsbeschluss vom 15. Januar 1976 erlangte die Bezirksverwaltung die Verfügung und bereitete die Einrichtung von Infrastruktur für den neben Miʿilya anzulegenden jüdisch bewohnten Ort vor. Im Februar 1976 erfuhr Miʿilyas Gemeinderat, dass und um welche Flächen das Gemeindegebiet verringert werden sollte, worauf erste Proteste aufkamen, zumal Miʿilawiten davon ausgingen, sehr wohl Grundeigentum an Flächen im umgegliederten Gebiet zu haben. Nach den Protesten am ersten Tag des Bodens am 30. März 1976 gründete sich die neue israelische Partei Demokratische Front für Frieden und Gleichheit. Im Jahr darauf bildete sich eine Ortsorganisation in Miʿilya, die جبهة معليا الديمقراطية, DMG Ǧabha Miʿilyā ad-dīmuqrāṭiyya ‚Demokratische Front Miʿilyas‘, deren Mitglieder George Qasta Qassis zu ihrem Vorsitzenden wählten.
Der Haken beim Gerichtsfahren 1976 war, dass der Muchtar nicht erscheinen konnte, da er bereits zehn Jahre früher verstorben war. Statt Vertreter der begünstigten 120 Familien zu ermitteln und ersatzweise vorzuladen, beließen die Behörden es dabei. Im Bemühen darum nachzuvollziehen, wie die Bezirksverwaltung Verfügung erlangte, erfuhr der Gemeinderat Miʿilyas von dem Verfahren und schaltete Rechtsanwälte ein, die es erfolgreich anfochten, worauf es zu einer Wiederaufnahme des Verfahrens kam, die Ende Juli 1979 zur Verhandlung vor Gericht anstand. Damit war der Streit um 5.800 metrische Dunam privaten Grundeigentums wieder offen, neben 7.500 unumstrittener privater Dunam und 8.500 Dunam Staatsland in kommunaler Verfügung, also insgesamt etwa 23.000 Dunam in Miʿilya, wie Innenminister Josef Burg der Knesset am 18. Juli 1979 berichtete.
Ariel Scharon als Landwirtschaftsminister auch für Landesentwicklung zuständig beeilte sich faits accomplis zu schaffen, bevor das wieder aufgenommene Verfahren womöglich zum Nachteil der staatlichen Verfügung über das Gebiet entschieden würde. Wie Chaim Druckman herausstellte, sicherte Koenig dennoch das Vorgehen ab, indem er Bürgermeister Elias Layyus gewann, einen Vertrag abzuschließen, die notwendigen baulichen Vorbereitungen zuzulassen. Da der neue Mizpeh auf felsigem, landwirtschaftlich wie auch anderweitig bislang ungenutztem staatlichem Ödland angelegt werden sollte, sahen die von der Gemeinde Miʿilya zu ihrer Vertretung betrauten Rechtsanwälte keine rechtlichen Mittel, die Arbeiten zu verhindern und so rieten Hanna Naqara (hebräisch חַנָּא נַקָארָה Ḥannā Naqāra, arabisch حَنَّا نَقَارَة, 1912–1984; Mitglied der Neuen Kommunistischen Liste) und Muhammad Miʿari (hebräisch מוּחַמַּד מִיעָארִי Muḥammad Mīʿārī, arabisch مُحَمَّد مِيَارِي; geb. 1939) zu. Dies ging dem Aufruhr voran.
Nach Aufrufen verschiedener Gruppen, vor Ort der Demokratischen Front Miʿilyas, versammelten sich ab Mai und weiter im Sommer 1979 Demonstranten, vor allem arabische Israelis, aber auch jüdische, zu Protesten gegen den Flächenentzug zu Gunsten des ab 1979 angelegten Mitzpe Har-Siw (מִצְפֵּה הַר־זִיו; heute מִצְפֵּה הִלָּה Mitzpe Hillah). Viele Demonstranten behaupteten dennoch, der neue Ort sei auf arabischem Grundeigentum errichtet, andere kritisierten die Anlage des Ortes würde der künftigen Entwicklung Miʿilyas schaden, welche Behauptung wiederum Mitglieder der Sochnut zurückwiesen.
Ein Abschnitt der historischen Landstraße Achsiv–Miʿilya im Gemeindegebiet des letzteren sollte als Erschließungsstraße für den neuen Ort gebahnt werden. Der Status des eigentlichen Straßenlandes wurde bezweifelt, dabei hatte schon die Mandatsbehörden 1946 die Verkehrsfläche im gesamten Verlauf der Landstraße Achsiv–Miʿilya als öffentliche Sache gewidmet, wie Innenminister Josef Burg hervorhob. Meʾir Wilner von der Neuen Kommunistischen Liste (RaQa"Ch) hatte sich am 7. Juli selbst ein Bild der Lage verschafft.
Auch am Montag, den 9. Juli, sammelten sich Hunderte Demonstranten und blockierten die ankommenden Straßenbauleute und Baufahrzeuge mit Straßensperren aus Steinblöcken und brennenden Reifen und bewarfen sie mit Steinen, wobei sie zwei Fahrer in Planierraupen verletzten wie auch die Helfer, die die Verletzten bergen wollten. Als Polizei und Grenzschutz einschritten, die Verletzten und Helfer zu schützen und die Angriffe von Demonstranten einzudämmen, kam es zu schweren Zusammenstößen beider Seiten. Schließlich räumten die Sicherheitskräfte die Blockade unter Einsatz von Schlagstöcken und Tränengas, Demonstranten, die der Aufforderung abzuziehen nicht gefolgt waren, wurden verletzt, es gab Festnahmen und Polizisten folgten Gewalttätern in Häuser, in die hinein sie sich dem Zugriff entzogen. Auch drei Polizisten wurden verletzt. Einzelheiten der Ereignisse in Miʿilya aus Sicht der Demonstranten schildert der in der DDR studierte Elektrotechniker Elias Abo Oksa 1991 in seinem Buch.
Die Demonstranten skandierten Schmährufe, darunter auch antizionistische, teils antijüdische Parolen, was die öffentliche Meinung in verschiedene Lager spaltete. War die Ortsneugründung nur als Anlass anzusehen, aber der Vorfall im Kern Ausdruck ohnehin vorhandener Ressentiments und einer anhaltenden Erwartungshaltung einiger Bürger Israels, es gehöre abgeschafft, wie Chaim Druckman für die Nationalreligiöse Partei äußerte.
Oder ging es eher um Wut über konkretes politisches Handeln, für das der Landwirtschaftsminister Ariel Scharon verantwortlich zeichnete, der unbedingt Neugründungen für jüdische Zuzüge nach Galiläa nahe bestehenden arabischen Ansiedlungen wünschte, statt Gewerbegebiete zu platzieren, die allen Einwohnern erreichbare Erwerbsmöglichkeiten bieten und ansonsten die Landesentwicklung stärker auf Leerräume in Galiläa zu konzentrieren, wie es Stef Wertheimer für die Bewegung für Wandel und Initiative forderte. Und reagierten die Sicherheitskräfte heftiger, als es in einer vergleichbaren Situation in einer jüdisch bewohnten Ortschaft geschehen wäre? Und wenn dem so war, wessen Meʾir Wilner sich sicher war, war die Gewalt seitens der Sicherheitskräfte Ausdruck von Rassismus gegen Araber, oder der wahrgenommenen Bedrohung geschuldet.

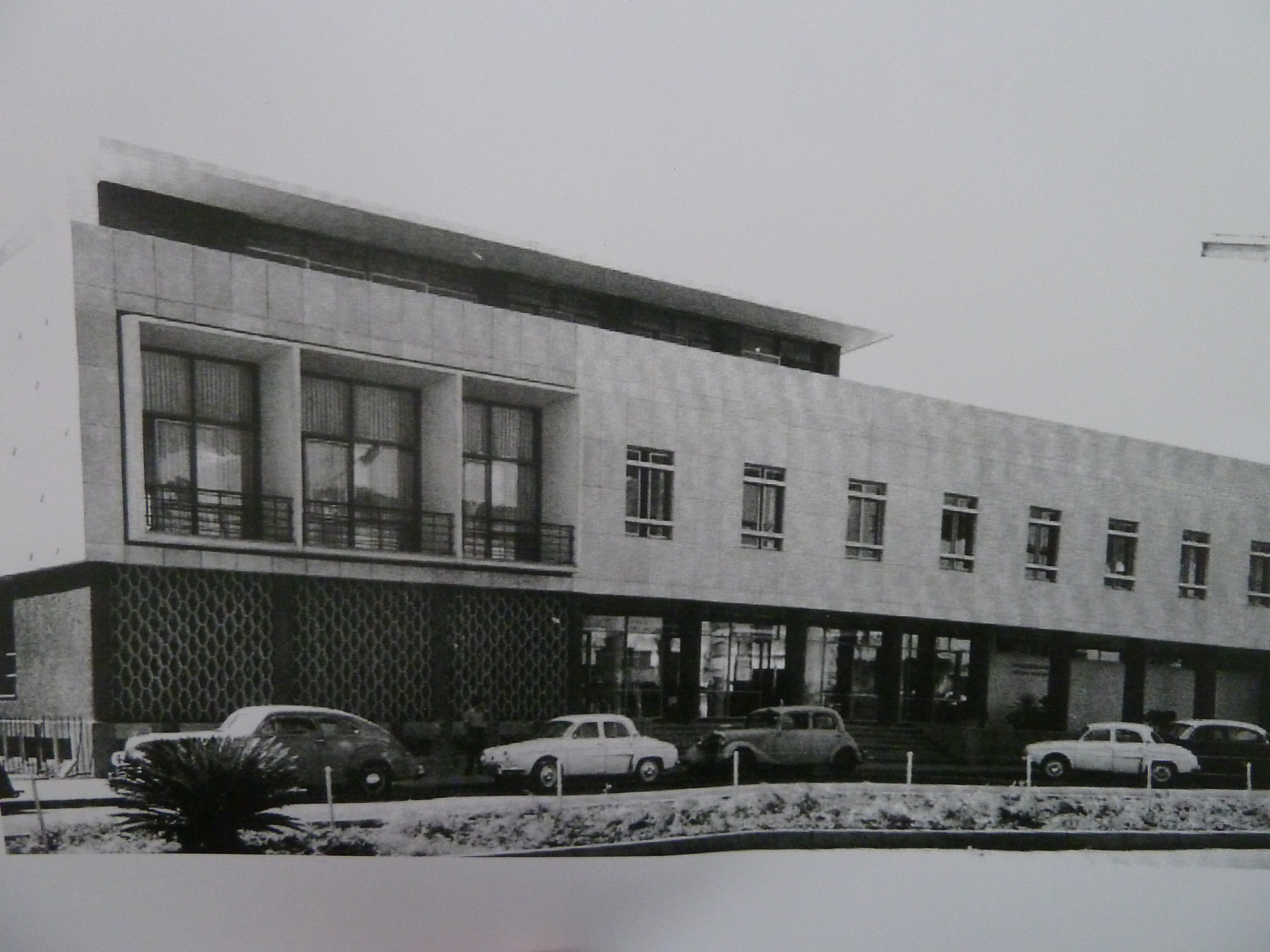
Beit Sokolow in Tel Aviv, 1960er Jahre

Die Mitglieder des Gemeinderats Miʿilyās weigerten sich, den zwischen Bezirk und Bürgermeister Layyus geschlossenen Vertrag vor dem Gerichtsbeschluss im Wiederaufnahmeverfahren zu bestätigen. Im Gemeinderat erklärten sich die Kommunisten von der RaQa"Ch und die Vertreter der Wählervereinigung Miʿilya al-Ġad (arabisch معليا الغد, DMG Miʿilyā al-Ġad, hebräisch מעיליא של מחר Miʿīlyā schel machar, deutsch ‚Miʿilya von morgen‘) bereit, sich danach einvernehmlich zu einigen und mutmaßten, Elias Layyus sei auf irreguläre Weise zum Vertragsschluss bewogen worden. Auf einer Pressekonferenz im Namen des Miʿilya-Rats im Pressehaus Beit Sokolow in Tel Aviv erläuterte Vizebürgermeister George Qassis (arabisch جبهة معليا الديمقراطية, DMG Ǧabha Miʿilyā ad-dīmuqrāṭiyya ‚Demokratische Front Miʿilyas‘, Miʿilyas Kommunalzweig des Chadasch) die Haltung des Rates in Opposition zu Layyus und forderte sämtliche Arbeiten bis zum Gerichtsbeschluss einzustellen, kaum heimgekehrt setzte ihn die Polizei fest und verhörte ihn.

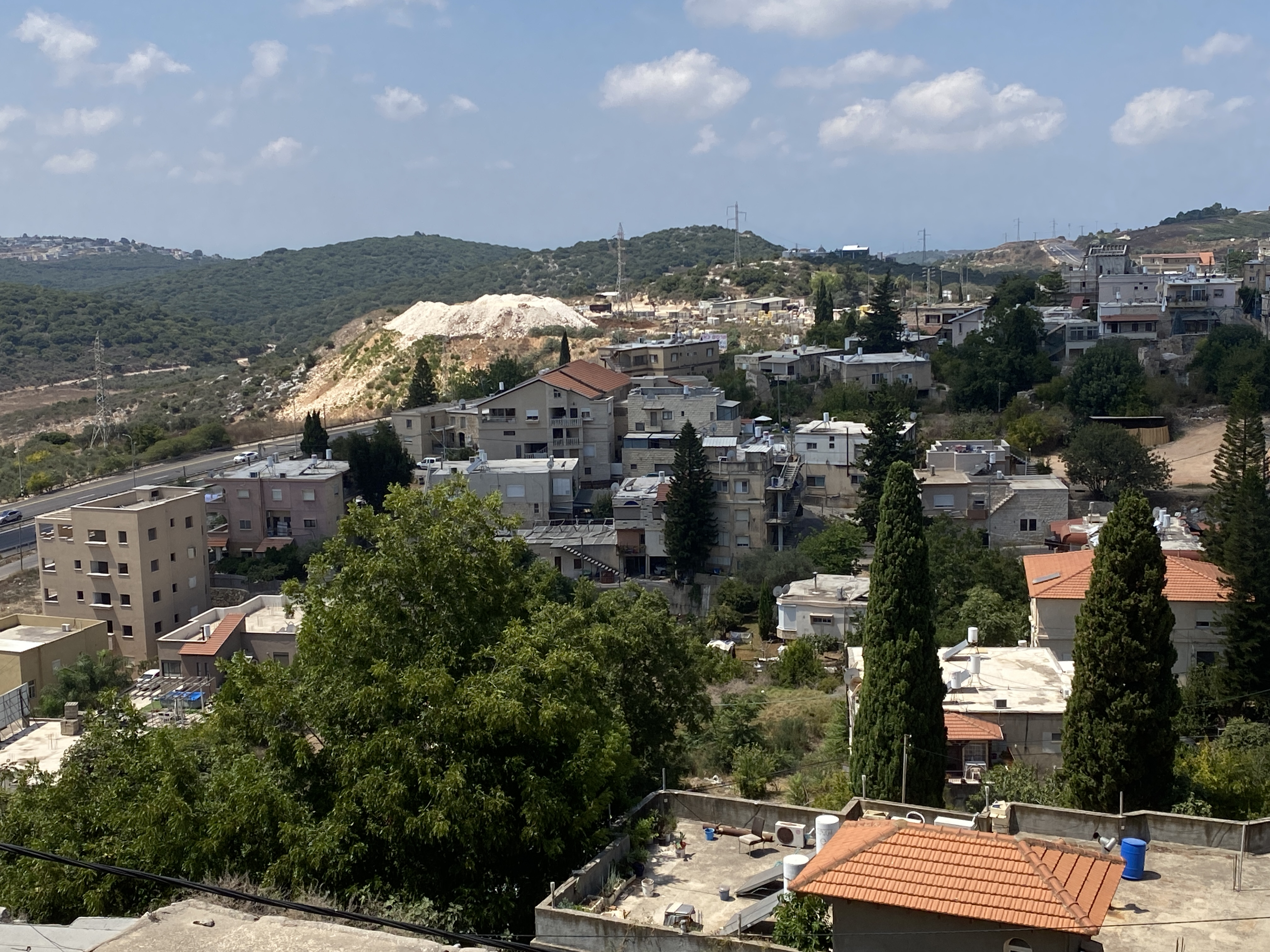
Blick 2024 von der Burg südwestwärts mit Kvisch

Ende der 1970er Jahre gründete Miʿilya seine eigene Schule, die مدرسة نوتردام / Madrasa Notre-Dame / ‚Schule Notre-Dame‘, womit sich die Notwendigkeit, zur Erlangung der Bagrut nach Haifa oder anderswohin zu gehen, erledigte. Bis in die 2010er Jahre mauserte sich Miʿilya zum Zentrum der Schweinefleischproduktion, die etwa 500.000 israelische Konsumenten bedient. Das rief auch Ablehnung auf den Plan und im April 2010 zerstörte ein Brandanschlag eine Schweinefarm am Ort. In den folgenden Jahren nahm die Landwirtschaft weiter ab und Beschäftigungen im Tertiärsektor dominieren seither. So wurde Miʿilya mit knapp 3.000 Einwohnern zum Regionalzentrum für weit größere Dörfer in der Umgebung – mit Ambulatorien der Krankenkassen, Behörden und einer Bank. Für Bürgermeister Hatem ʿArraf (2021) ist das noch lange nicht genug: „Alle unsere Akademiker arbeiten als Steuerberater, Lehrer, Anwälte, Wissenschafter außerhalb. Wir brauchen unser eigenes Gewerbegebiet mit modernen Berufsangeboten. Aber das geht nicht ohne staatliche Finanzierung, und das dauert.“

### Bürgerinitiative zu Archäologie und baulichem Erbe
Im Dezember 2002 unternahm Rabei Ǧasim Khamisy (arabisch رَبِيع جَاسِم خَمِيسَة, DMG Rabīʿ Ǧāsim Ḫamīsa und hebräisch רַבִּיעְ חַמִיסֶה Rabīʿ Chamisseh) für das Zinman-Institut für Archäologie der Universität Haifa eine archäologische Untersuchung in Miʿilya, um das Umfeld des Castellum Regis zu erforschen, wobei er in der Burg selber nicht grub. In Vorbereitung auf den Umbau des Kirchplatzes einschließlich eines Sonnenschutzes vor der Kirche Unserer Lieben Frau von der Verkündigung, leitete Leeʾa Porat (לִאָה פּוֹרָת) dort im Juli und August 2007 eine Rettungsgrabung.
Als im Frühjahr 2017 Teile der Nordmauer der Burg Castellum Regis einstürzten, packte deren Verfall den gebürtigen und ortsansässigen Archäologen Rabei Khamisy, Jahrgang 1977, bei seinem Lokalpatriotismus und Berufsstolz und er ergriff die Initiative, zunächst einmal die Burgmauer zu restaurieren, was die Gemeinde seit 30 Jahren versprochen, aber nie realisiert hatte. Die israelische Antikenbehörde (רָשׁוּת הָעַתִּיקוֹת Raschūt haʿAttīqōt) schätzte die Restaurierungskosten auf drei Millionen Schekel (NIS), umgerechnet 740.000 Euro, was zunächst einmal abschreckte.
Für 300.000 NIS ließen sich die gefährdetsten fünf Meter Burgmauer retten, was geteilt durch die Zahl der Einwohner 66 Schekel pro Person ergibt, so viel, wie zwei Zigarettenpackungen kosten. Mit dem Aufruf, alle mögen den Gegenwert zweier Schachteln Zigaretten spenden, zog Khamisy Klinken putzend von Haushalt zu Haushalt und brachte die Summe von 202.540 NIS privater Mittel zusammen, die der Gemeinderat mit 100.770 NIS um die Hälfte aufstockte. Einige Wochen später war der meist gefährdete Mauerabschnitt gesichert, bevor die ausführliche Restaurierung begann.
Dieser erste Erfolg weckte den Ehrgeiz der Miʿilawiten und bis 2022 ließen sie auf eigene Rechnung zehn private Häuser archäologisch untersuchen. Viele Miʿilawiten wissen aus Familienüberlieferung und eigenen Bauvorhaben seit Jahrzehnten von Kostbarkeiten unter ihren Häusern. Die gemachten Funde, eine kreuzfahrerzeitliche Weinkelter, byzantinische Grabhöhlen, eine römische Zisterne, lösten eine Art Dominoeffekt aus. Ilya ʿArraf wusste von prächtigen Mosaiken unter seinem Haus, die sich als Reste einer byzantinischen Kirche erwiesen. Khamisy ist dabei die enthusiasmierende Kraft, bestens vernetzt, erlangte er umgehend Grabungslizenzen der Antikenbehörde, der er als erfahrener Grabungsleiter bestens bekannt ist und für die nötige Professionalität bürgt. Auch die Kirchengemeinde ließ Khamisy in einer verborgenen Zisterne graben. In Vorträgen, auch in Miʿilya, unterrichtet er die Öffentlichkeit von den Funden und ihrer Bedeutung.
Bei den Miʿilawiten weckte er als Einheimischer Vertrauen zur Antikenbehörde, die vielen Einwohner als fremdbestimmten Eindringling in örtlichen Baubelangen fürchteten, gehören doch archäologische Funde gemäß Gesetz nicht den Eigentümern der Oberfläche. Arabische Israelis begegneten aus Erfahrungen der frühen Jahren Israels den Staatsbehörden vorsichtig, in denen Angehörige ihrer Volksgruppe einst kaum vertreten waren und die staatliche Entwicklungziele verfolgten, die Veränderungen bezweckten, die arabischen Israelis oft unerwünscht waren und mitunter zu Lasten ihres Vermögensbestandes gingen. Salma ʿAssaf, die mit finanziellem und ideellem Eifer an der Rettung des Erbes mittut, resümiert: „Ohne Vergangenheit werden wir keine gute Zukunft haben“.
Die Antikenbehörde nutzt ihr Budget vor allem für die Erforschung archäologischer Reste von vor der islamischen Eroberung der Levante, Schwerpunkte liegen auf bedeutenden Stätten dieses Zeitabschnitts, oft an heute unbewohnten Orten, aber auch in heute wichtigen Städten des Landes. Die rasante bauliche Entwicklung greift weiter und weiter aus und erfordert immer häufiger Rettungsgrabungen der Antikenbehörde, wie auch 2007 am Kirchplatz in Miʿilya. Arabisch bewohnte Orte Israels, die solche Merkmale nicht aufweisen, sind seltener im Fokus staatlich finanzierter Archäologie. Umso bedeutender ist, dass die private Initiative vieler Miʿilawiten die Erkundung des reichen Erbes der Stadt nun finanziert und durch eigene Arbeitseinsätze unterstützt, sichert und präsentiert. Die Antikenbehörde ehrt die Initiative durch Anerkennungsurkunden, wie jener vom 8. November 2020 für Ilya ʿArrafs tätigen und finanziellen Einsatz zur Rettung und Wahrung des Erbes.
Mit der Pflege des baulichen und archäologischen Erbes wurde Miʿilya Ziel geschichtsinteressierter Reisender und von Touristen auf der Suche nach Orten mit Atmosphäre. Eine außergewöhnliche Besuchergruppe kam am 13. September 2015 nach Miʿilya, um an der Messe in der Kirche und der traditionellen Prozession zur Feier der Kreuzerhöhung durch den Ort teilzunehmen, sie bildete mit den Vertretern des Rates europäischer Bischofskonferenzen (CCEE) wie CCEE-Präsident Péter Erdő, Primas Ungarns, Eamon Martin, Primas Irlands, Markus Büchel (SBK) und Christoph Schönborn (OeBK) und weiteren vermutlich die größte Versammlung römisch-katholischer Ordinarien, die sich je im Heiligen Land traf, und zwar vom 11. bis 16. September 2015 auf Einladung des Lateinischen Patriarchen Fouad Twal.
Die internationalen Reisebeschränkungen zur Eindämmung der Ausbreitung von COVID-Infektionen brachte zu Beginn der 2020er Jahre viele Binnentouristen nach Miʿilya. Im März 2023 begann der Gemeinderat zunächst 92 Pfosten mit Namensschildern in den Straßen aufzustellen, nachdem in jahrelanger Vorbereitung zur besseren Orientierung Auswärtiger im Ort feste Straßennamen vergeben wurden. In vielen anderen arabisch bewohnten Orten Israels fehlen feste Straßennamen und also auch entsprechende Schilder.

## Ortsbild Miʿilyas

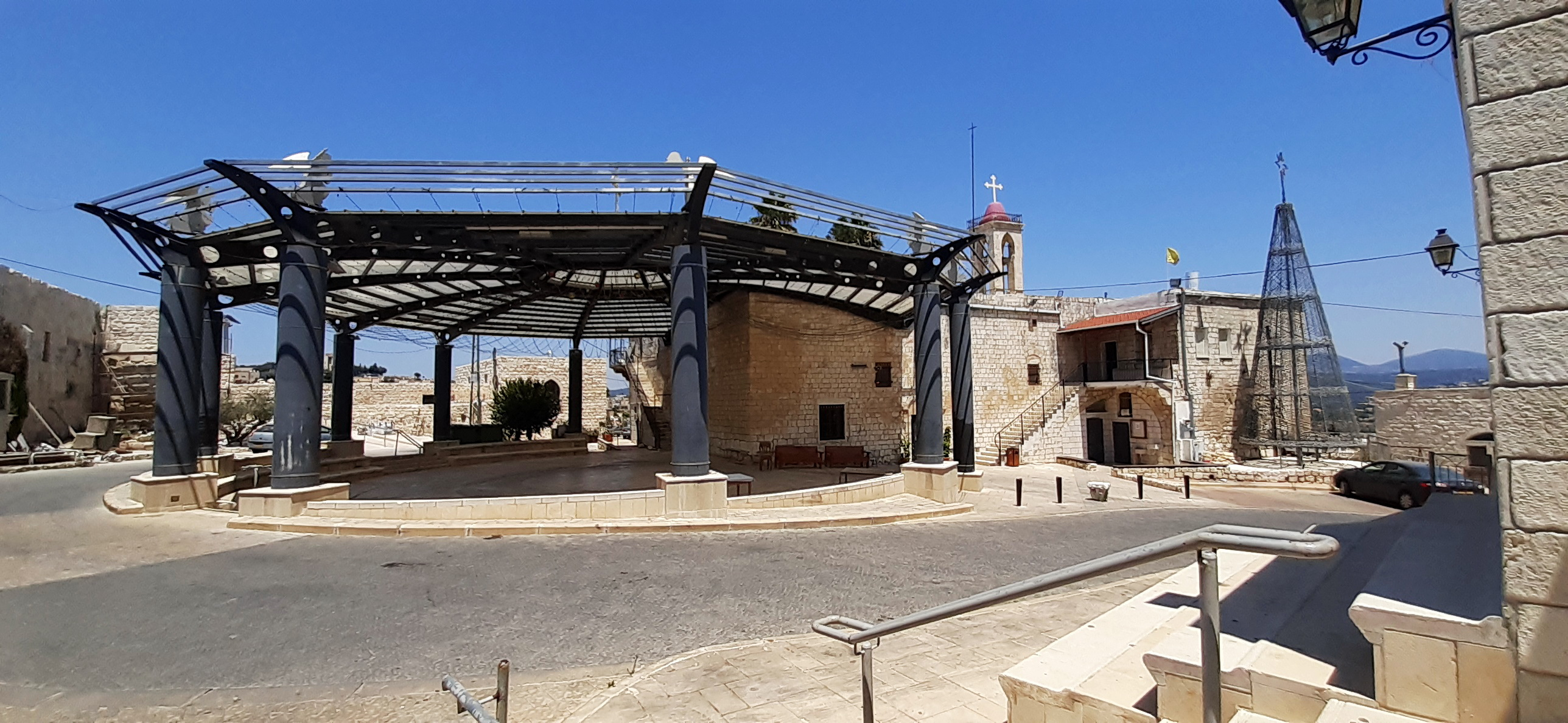
2021: Kirchplatz zwischen Burg Castellum Regis (links) und Liebfrauenkirche (rechts) mit angebautem Sonnenschutz von 2008/2009

Das Ortsbild Miʿilyas ist im Zentrum geprägt von jahrhundertelanger fortgeführter Bebauung,
mit vielen Erweiterungen, Modernisierungen und Reparaturen, die oft nicht dem baulichen Erbe Rechnung tragen. Inmitten des Ortskerns prägen die überformte Kreuzfahrerburg Castellum Regis und die Kirche Unserer Lieben Frau von der Verkündigung das Bild. Zwischen beiden erstreckt sich der Kirchplatz der für viele in der Gemeinde so etwas wie den Freiluftsalon bildet, wo sich Miʿilawiten treffen. Ein hohes, beleuchtetes Kreuz steht weithin sichtbar auf dem Burghügel.
An der Westseite des Kirchplatzes befindet sich eine Nische mit einer Marienstatue, vielen Miʿilawiten ein Ort der Ehrerbietung, empfinden sie doch Dankbarkeit gegenüber Maria von Nazareth dafür, dass die Cholera-Epidemie im Ersten Weltkrieg glimpflich verlief, wie auch die COVID-Pandemie der jüngeren Vergangenheit. Miʿilawiten kommen zur Statue, erbitten das Handeln Mariens und danken für ihr zugeschriebene Ereignisse. Sechs Miʿilawiten stifteten der Kirche, nachdem sie in der Lotterie gewonnen hatten, und befestigten eine Tafel mit ihren Namen zum Dank an die Verehrte. An vielen Ecken stehen kleine Bildstöcke und Heiligenfiguren mit Blumen davor.
Lange waren die Mauern der Burg am Einstürzen, einige seiner Steine wurden für den Bau der Dorfhäuser in den Außenbezirken verwendet. Die Burg wiederum war mit ihrem inneren Bezirk von einer äußeren Mauer umgeben, deren Reste im nördlichen und südlichen Teil noch heute deutlich sichtbar sind. Innerhalb des ummauerten Burgbezirks entstand das Kreuzfahrerdorf, Miʿilyas heutiger Ortskern, der peu à peu renoviert wird.

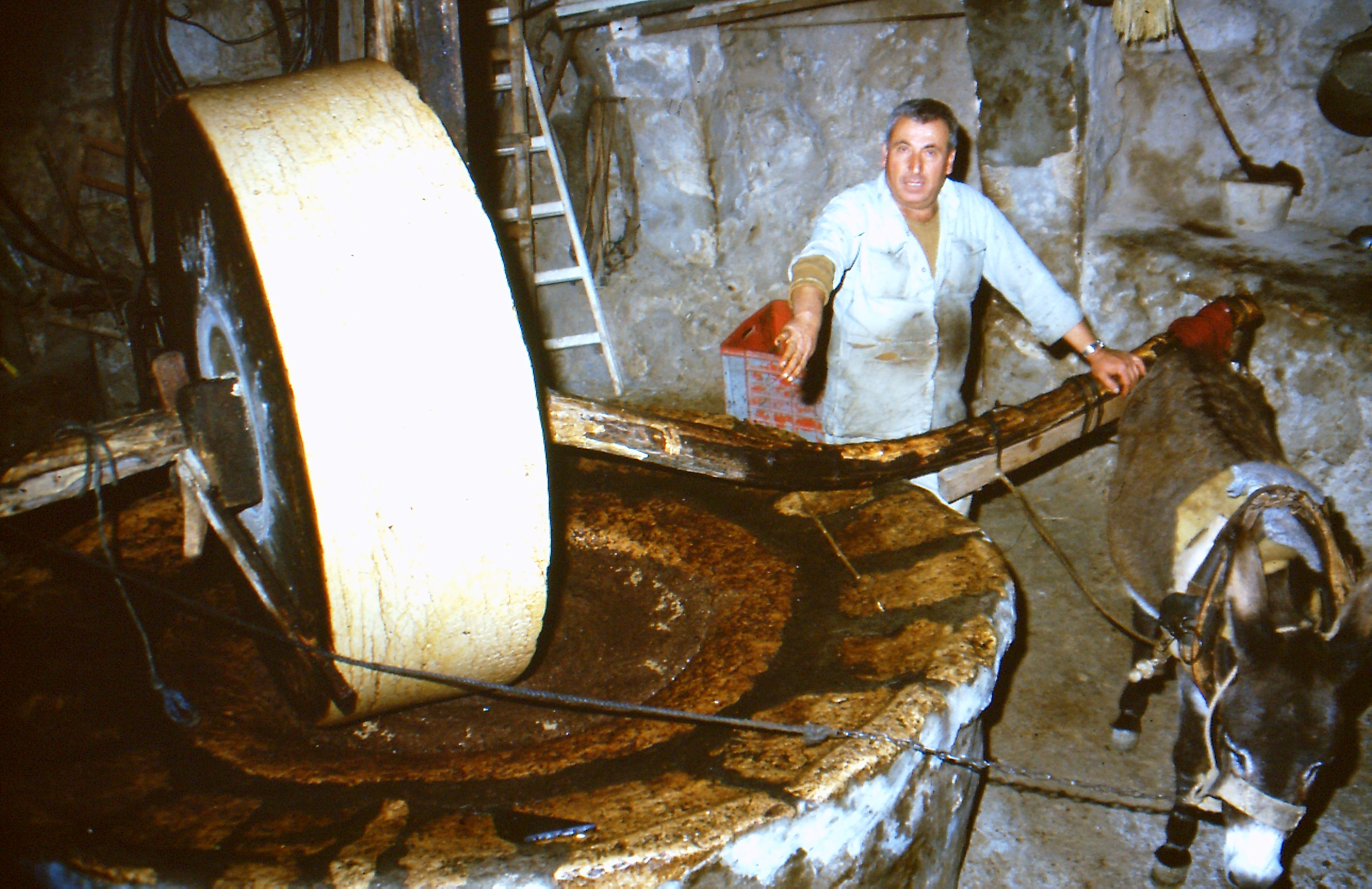
Elias Shoufani, ein Namensvetter des Autors, 1983 in seiner Ölmühle

Die Burg, einst eine quadratische Festung nach Art eines quadriburgiums mit vier Ecktürmen, umgibt der Burgbezirk, innerhalb von dessen äußerer Umfassungsmauer sich die Kirche und zweistöckige Steinhäuser befinden, die sich teils an diese Mauer schmiegen. Spätestens im 18. Jahrhundert erschlossen Einwohner einen Teil der Burg als ihren Wohnraum, was mit Einbauten und Überformung einherging, die bis heute bestehen. Im Zentrum gibt es enge, malerische Straßen. In einem dieser Häuser, einem Haus mit 400 Jahre alten Wurzeln, befindet sich eine traditionelle Olivenpresse, dessen Mahlstein ein Esel antreibt, wodurch Somaya Elias, eine Bewohnerin Israels in siebter Generation, die 2020 wie eh und je hochwertiges Öl per Kaltpressung herstellt.
Weitere Häuser verteilen sich auf Bergterrassen, die sich abgetreppt die Hänge der Burgberges hinab erstrecken, im Wechsel mit Obstgärten. Unter den Häusern außerhalb des alten Burgbezirks finden sich prächtige Beispiele galiläischer Häuser. Zu den am Ort gepflegten Handwerken zählen eine Weinkellerei, ein 2006 gegründetes Mosaikkunstatelier, eine Zigarettenmanufaktur und eine Araqdestille.

### Sehenswürdigkeiten
- Castellum Regis
- Weinkelter beim Castellum Regis
- Kirche Unserer Lieben Frau von der Verkündigung (Miʿilya)
- Byzantinische Kirche (Miʿilya)

#### Gedenkkreuz von Jiggaʾel Tumarkin

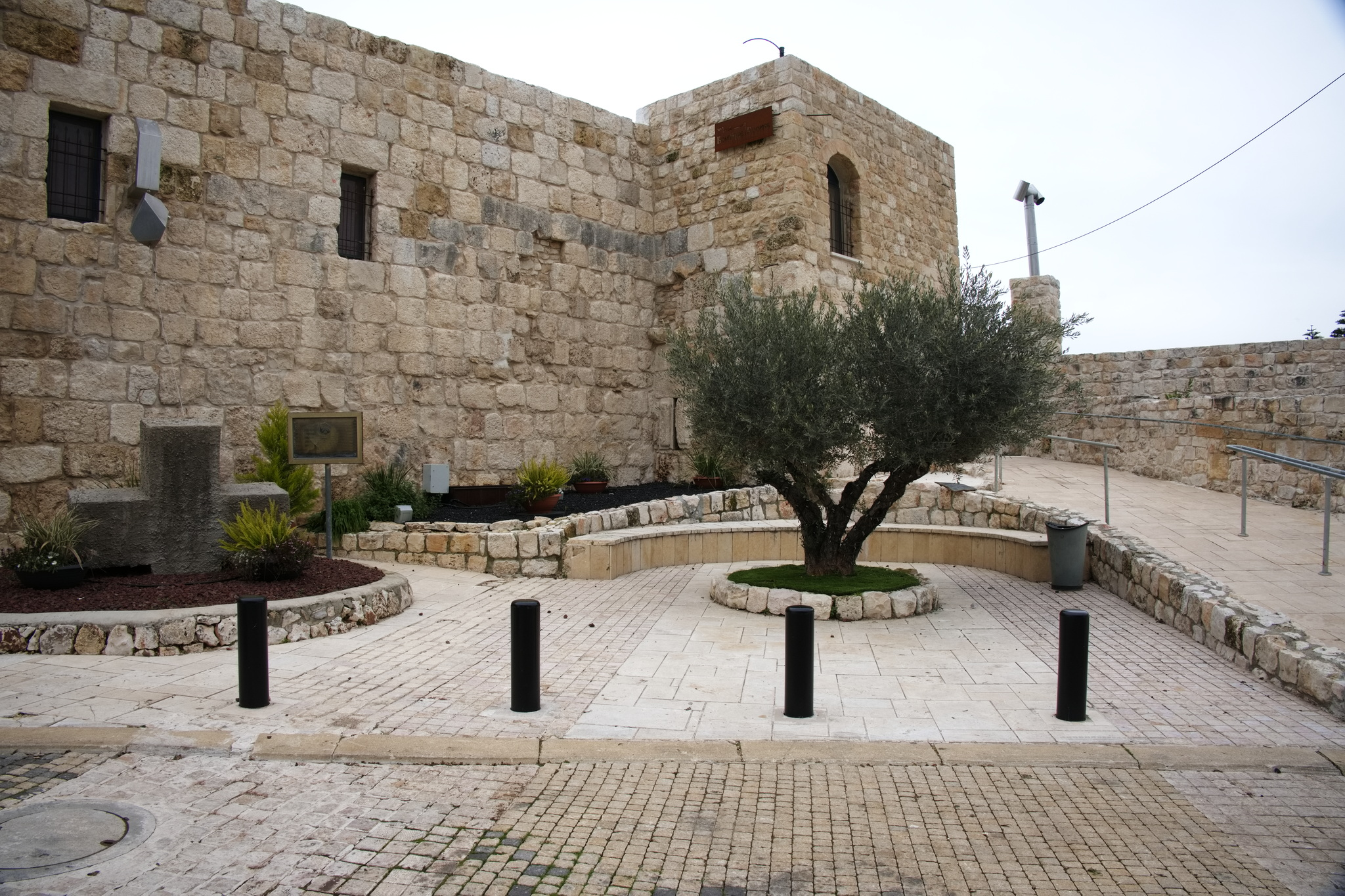
Gedenkkreuz (vorn links) für die Gewalterfahrungen bei den Protesten wegen entzogener Böden 1979 vor Nordostturm der Burg Castellum Regis, 2024

Im Sommer 1979 kam es zu Demonstrationen von Menschen vor allem aus dem Arabischen Sektor der israelischen Gesellschaft gegen die Verkleinerung des Gemeindegebiets Miʿilyas zu Gunsten des neu zu gründenden Ortes Mizpe Har-Siw (heute Mizpe Hillah). Einwohner erhoben Einspruch mit der Begründung, dass es sich um Miʿilyas Gemeindegebiet handele und seine Verkleinerung der künftigen Entwicklung schaden würde. Während der Gemeinderat (Lokalrat in israelischer Nomenklatur) sich an die Gerichte wandte, stifteten andere Elemente zu Unruhen an.
Am 9. Juli kam es zu gewaltsamen Protesten durch Demonstranten gegen Straßenbauer, die die bestehende Zuwegung zum neuen Ort durch Miʿilya tragfähig ausbauen sollten. Demonstranten blockierten die Bauleute und attackierten sie und in Folge kam es zu Zusammenstößen mit Polizei und Grenzschutz. Es gab Verletzte unter den Bauleuten, den Sicherheitskräften aber vor allen anderen auf Seiten der Demonstranten und ein Durchgreifen der Sicherheitskräfte, das in den privaten Bereich von Einwohnern übergriff.

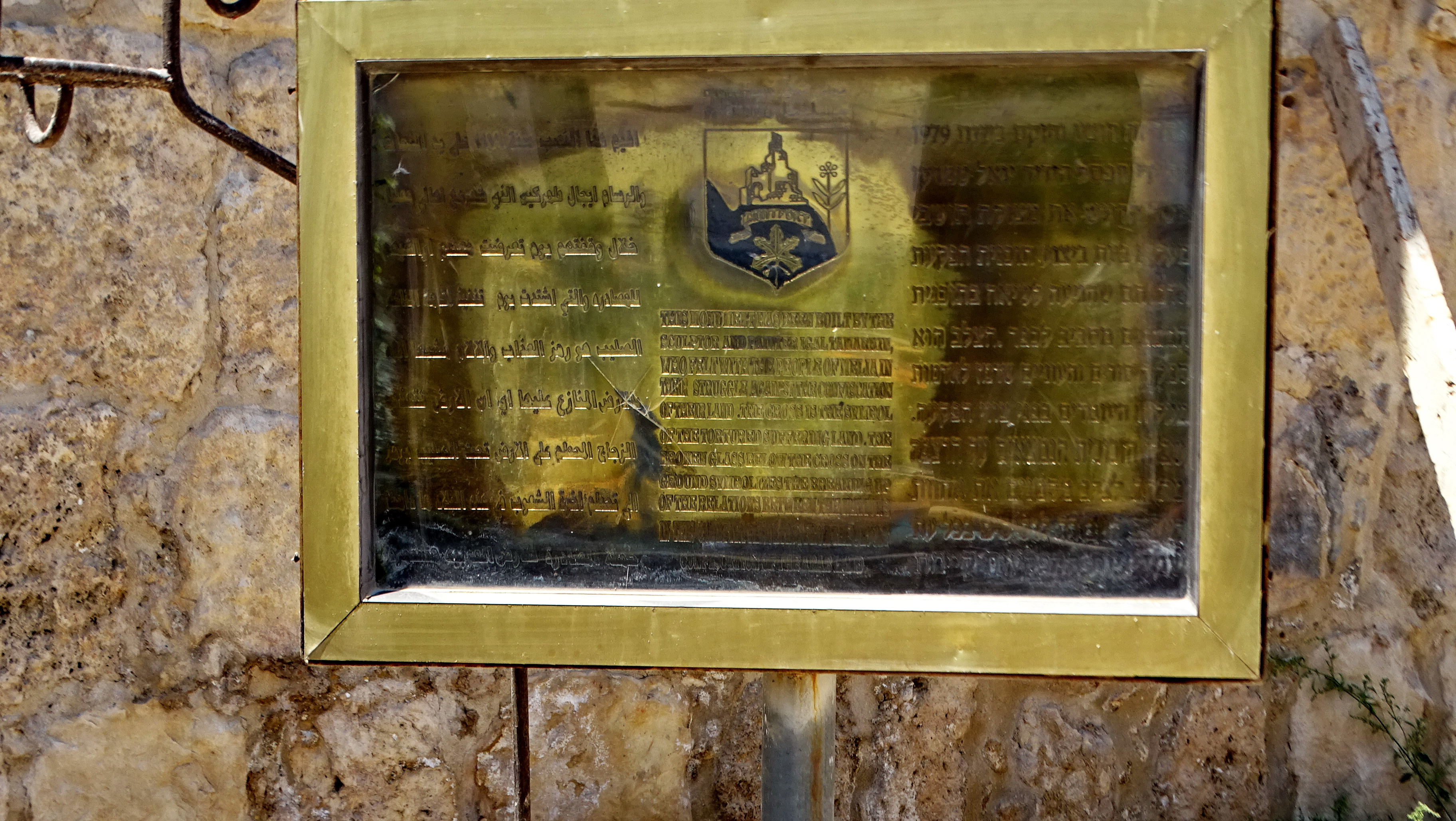
Dreisprachige Tafel zu Tumarkins Gedenkkreuz

Zur Erinnerung an diese schmerzliche Erfahrung stiftete der Bildhauer Jiggaʾel Tumarkin die Skulptur «العدالة تحطمت في القرية المسيحية» (deutsch Zerschmetterte Gerechtigkeit im christlichen Dorf), die er 1981 schuf. Es ist als Ausdruck, dass die Dinge aus dem Lot gerieten, ein leicht vorgeneigtes Kreuz, dessen langer unterer Arm in den Boden eingelassen ist. Letztlich wurde der Streit zur Zufriedenheit der Miʿilawiten beigelegt, die Ausgleichsflächen in einem anderen Gebiet erhielten.
Tumarkins steinernes Gedenkkreuz steht am nördlichen Rand des Kirchplatzes vor östlicher Mauer und Nordostturm der Burg Castellum Regis. Zu Füßen des Kreuzes platzierte der Bildhauer eine Streuung aus Kies und Glasscherben, um den Bruch in den Beziehungen zwischen dem Staat und seinen arabischen Bürgern zu symbolisieren, inzwischen mit Kieseln überdeckt um spielende Kinder vor Verletzungen zu bewahren.

#### Relief König Andreas’ von Ungarn

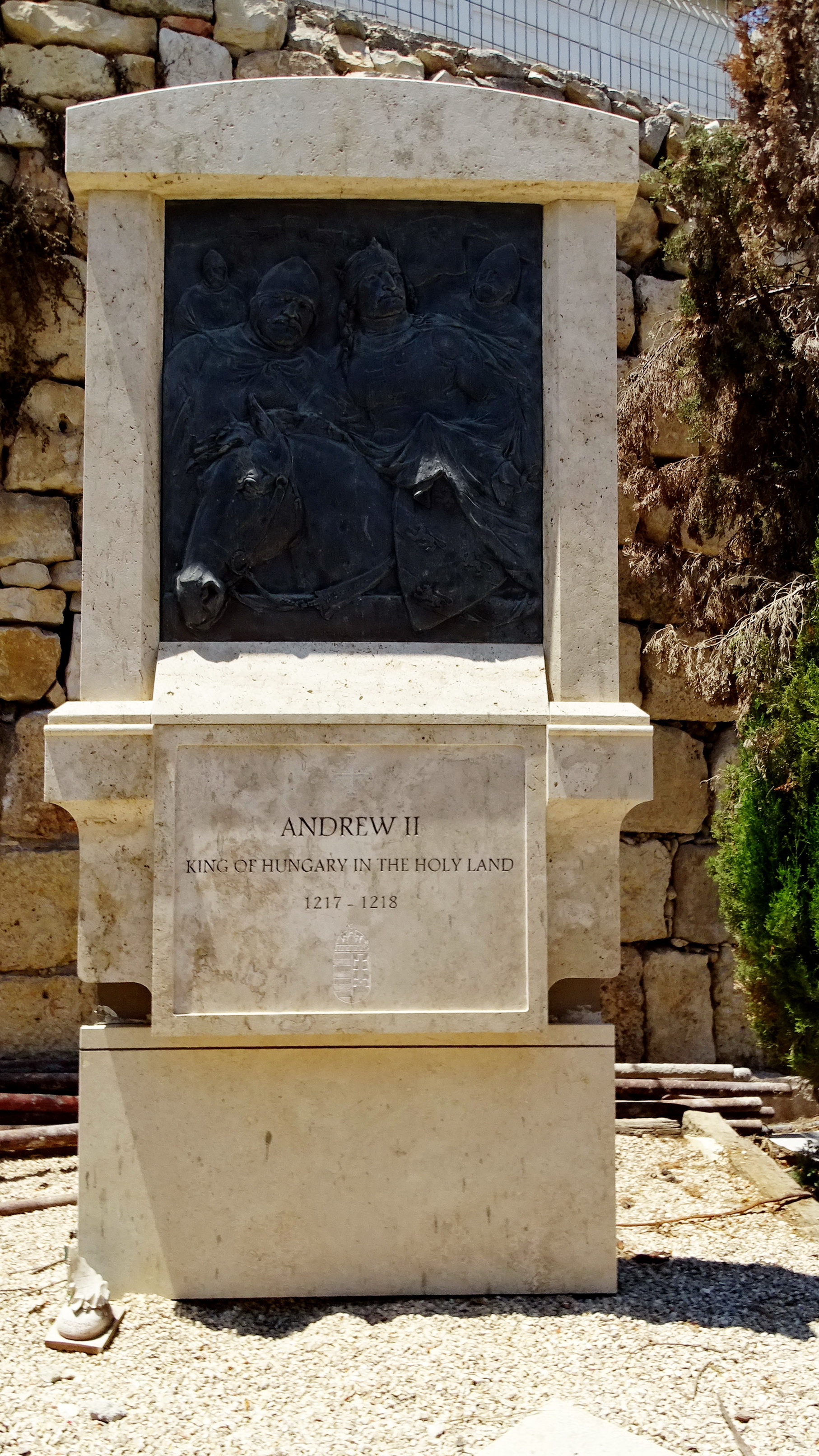
Relief König Andreas’ II. als Kreuzritter im Kreuzzug

Ungarns Botschafter in Israel János Hóvári (1955–2023) stattete Miʿilya im April 2002 einen offiziellen Besuch ab, wobei er auf den am Ort häufigen Nachnamen Layyus, die Feldmark Balatun mit der Ruinenstätte Chirbat Balatun (arabisch خربة بلاتون, DMG Ḫirbat Balātūn, das Balaton der Kreuzfahrer) aufmerksam wurde, die anderthalb Kilometer südwestlich der Burg Montfort gelegen zur Seigneurie de Joscelin gehörte, deren chef-lieu Miʿilya war. Beides erinnerte Hóvári an den ungarischen Namen für Männer Lajos bzw. den Balaton (Plattensee). Da Familie Layyus ihre Herkunft im libanesischen Teil der Biqa-Ebene sieht, wo der ungarische König Andreas II. 1217 im Fünften Kreuzzug focht, kam der Botschafter im August 2004 noch einmal, um seine Vorstellung von Verbindungen zu Ungarn mit Mitgliedern der Familie Layyus zu erörtern. Es entstand die Idee, dieser möglichen Verbindung ein Denkmal zu widmen, worauf der seinerzeitige Botschafter Andor Nagy im Januar 2018 das Schulzentrum Notre-Dame besuchte und den Gemeinderat traf. Rat und Botschafter beschlossen zur 801. Wiederkehr des Einsatzes des Königs in besagtem Kreuzzug ein Denkmal mit Relief des Monarchen zu setzen.
Das Relief zeigt Andreas II. im Kreise seiner Kreuzritter vor den Zinnen Akkons und den drei Bergen mit Ungarischem Kreuz des Staatswappens. Nach einem Gottesdienst in Miʿilyas Kirche, geleitet vom örtlichen Erzbischof Youssef Matta und Metropolit Fülöp Kocsis der ungarischen Griechisch-Katholiken mit Kirchgängern aus Israel und Ungarn, enthüllte Ende September 2019 Latorcai Csaba, Staatssekretär im Ministerium für Humanressourcen II, das Relief in Gegenwart von örtlichen Würdenträgern, Kirchgängern, Geistlichen (außer besagten auch Bischof Antal Spányi), der Bildhauerin Judit Zsin, Hóvári, seinem Nachnachfolger Levente Benkő und anderen. Das Relief steht am Kirchplatz vor der Ostmauer der Burg.

## Bürgermeister
Bürgermeister einer Gemeinde führen in Israel den Titel Haupt des Lokalen Rates (hebräisch רֹאשׁ הַמּוֹעָצָה הַמְְּקוֹמִית Råsch haMōʿatzah haMəqōmīt). Kommunalwahlen gab es erstmals in der Mandatszeit, anfangs alle sieben, dann gekoppelt an Knessetwahlen und seit 1973 alle fünf Jahre und zwar in den Jahren 1927, 1934, Ausfall 1941 (zum Teil) und 1948 (ganz) wegen der Kriege, 1950, 1955, 1959, 1965, 1969, 1973, 1978, 1983, 1989, 1993, 1998, 2003, 2008, 2013, 2018, 2024 (verschoben wegen des Kriegs).
- Chalil Layyus (arabisch خَلِيل لَيُّوس, DMG Ḫalīl Layyūs), 1922 bis in die 1940er Jahre[90][153]
- Masʿad Qassis (eigentlich: al-Qassis, hebräisch מַסְעָד קַסִּיס Masʿad Qassīs, arabisch مَسْعَدٌ قَسِّيس; 1918–1989), 1969–1978
- Elias Layyus (hebräisch אֵלִיָאס לָיּוּס Ilyās Layyūs, arabisch إِلْيَاس لَيُّوس), ab 1978
- Ilya ʿArraf (hebräisch אִילְיָה עַרָאף Īlyā ʿArrāf, arabisch إِيْلْيَا عَرَّاف), 2008–2013[7][146]
- Hatem ʿArraf (hebräisch חָאתִם עַרָאף Ḥātim ʿArrāf, arabisch حَاتِم عَرَّاف), 2013–2024[22]
- Ilya ʿAbd (hebräisch אִילְיָה עַבִּד Īlyā ʿAbd, arabisch إِيْلْيَا عَبْد; 1970 geboren), seit 2024

## Söhne und Töchter Miʿilyas
- Suha ʿArraf (hebräisch סוּהָא עַרָאף Sūha ʿArrāf, arabisch سُهَى عَرَّاف; 1969 geboren), Drehbuchautorin, u. a. der Filme Die syrische Braut und Lemon Tree
- Rabei Ǧasim Khamisy (arabisch رَبِيع جَاسِم خَمِيسَة, DMG Rabīʿ Ǧāsim Ḫamīsa, hebräisch רַבִּיעְ חַמִיסֶה Rabīʿ Chamisseh; geboren 1977), Archäologe, Initiant einer Bürgerbewegung
- Hisham Layous (hebräisch הִישָׁאם לַאיּוּס Hišām Layyūs, arabisch هِشَام لَيُّوس; geboren 2000), Fußballer
- Masʿad Qassis (eigentlich: al-Qassis, hebräisch מַסְעָד קַסִּיס Masʿad Qassīs, arabisch مَسْعَدٌ قَسِّيس; 1918–1989), Landwirt und Agrargenossenschafter, Mitglied der Knesset 1951 bis 1959, ab 1969 Bürgermeister am Ort[97]
- Elias Shoufani (hebräisch אֵלִיָאס שׁוּפָאנִי Ilyās Šūfānī, arabisch إِلْيَاسُ شُوفَانِي; 1932–2013), Lehrer in Israel, Historiker an US-Universitäten, ab 1972 am PLO-Institute for Palestine Studies in Beirut, Mitglied der terroristischen Gruppen Abu-Nidal-Organisation (1980–1982) und Fatah al-Intifada (1983),[154] dann als Verfasser tätig.

## Bibliographie
- Elias Abo Oksa (hebräisch אֵלִיָאס אָבּוּ עֻקְצָה Ilyās Abū-ʿUqṣa, arabisch إِلْيَاس أَبُو أُقْصَىة), معليا 79 : وثيقة عن أحداث الأرض في معليا من 2/5/79 حتى 9/7/1979 (deutsch Miʿilya 79: Ein Dokument über die Ereignisse vor Ort in Miʿlya vom 2.5.79 bis zum 9.7.1979), Jerusalem: المؤلف, 1991.
- Hanaʾa Abu-ʿUqsa (هَنَاء أَبُو أُقْصَىة, DMG Hanāʾa Abū-ʿUqṣa), “Miʿilya Final Report” (23. Juni 2005), in: חֲדָשׁוֹת אַרְכֵאוֹלוֹגִיּוֹת Chadaschot Archeʾologijjot / Excavations and Surveys in Israel, רָשׁוּת הָעַתִּיקוֹת (Hrsg.), Bd. 117 (2005). ISSN 1565-5334.
- Walter Ameling, Hannah M. Cotton, Werner Eck und Avner Ecker, “XXXI. Miʿilya” (6. März 2023), in: Galilaea and Northern Regions: 5876-6924, S. 167–168. doi:10.1515/9783110715774-039, ISBN 978-3-11-071577-4.
- Shukri ʿArraf (hebräisch שׁוּכְּרִי עַרָאף Šukrī ʿArrāf, arabisch شُكْرِي عَرَّاف), معليا, Miʿilya: مركز الدراسات القروية, 2002.
- J.B. Barron OBE, Palestine: Report and General Abstracts of the Census of 1922, Government of Palestine (Hrsg.), Jerusalem: Greek Convent Press, 1923
- Claude Reignier Conder und Herbert Kitchener, The Survey of Western Palestine: Memoirs of the Topography, Orography, Hydrography, and Archæology: 3 Bde., Committee of the Palestine Exploration Fund (Hrsg.), London: Adelphi, 1881–1883 (Bd. 1 Galilee; Bd. 2 Samaria, Bd. 3 Juddea), Bd. 1 ‹Galilee› (1881)
- Claudine Dauphin, La Palestine byzantine, Peuplement et Populations: 3 Bde., Oxford: Archaeopress, 1998, (=BAR International Series; Bd. 726), Bd. III ‹Catalogue›, S. 634. ISBN 0-86054-905-4.
- Department of Statistics, Village Statistics, April, 1945, Government of Palestine (Hrsg.), 1945
- Ronnie Ellenblum, “Colonization Activities in the Frankish East: The Example of Castellum Regis (Miʿilya)”, in: The English Historical Review, Bd. 111, Nr. 440 (Februar 1996), S. 104–122. download über Stabi
- Ronnie Ellenblum, Frankish Rural Settlement in the Latin Kingdom of Jerusalem, Cambridge, England: Cambridge University Press, 1998. ISBN 0-521-55401-2.
- Victor Guérin, Description Géographique Historique et Archéologique de la Palestine: 3 Teile in 7 Bänden, Paris: L’Imprimerie Nationale, 1880, Teil 2, Bd. 3: ‹Galilée›
- Sami Hadawi, Village Statistics of 1945: A Classification of Land and Area ownership in Palestine, Palestine Liberation Organization Research Center (Hrsg.), 1970
- Wolf-Dieter Hütteroth und Kamal ʿAbdulfattah, Historical Geography of Palestine, Transjordan and Southern Syria in the Late 16th Century, (=Erlanger Geographische Arbeiten; Sonderband 5), Vorstand der Fränkischen Geographischen Gesellschaft (Hrsg.), Erlangen: Palm & Enke, 1977. ISBN 978-3-920405-41-4.
- Rabei Ǧasim Khamisy (arabisch رَبِيع جَاسِم خَمِيسَة, DMG Rabīʿ Ǧāsim Ḫamīsa, hebräisch רַבִּיעְ חַמִיסֶה Rabīʿ Chamisseh), “The History and Architectural Design of Castellum Regis and Some Other Finds in the Village of Miʿilya”, in: Crusades, Bd. 12 (2013), Nr. 1, S. 13–51.
- Rabei Ǧasim Khamisy, “Miʿilya (A): Preliminary Report” (24. August 2022), in: חֲדָשׁוֹת אַרְכֵאוֹלוֹגִיּוֹת Chadaschot Archeʾologijjot / Excavations and Surveys in Israel, רָשׁוּת הָעַתִּיקוֹת (Hrsg.), Bd. 134 (2022). ISSN 1565-5334.
- Rabei Ǧasim Khamisy, “Miʿilya (B): Preliminary Report” (24. August 2022), in: חֲדָשׁוֹת אַרְכֵאוֹלוֹגִיּוֹת Chadaschot Archeʾologijjot / Excavations and Surveys in Israel, רָשׁוּת הָעַתִּיקוֹת (Hrsg.), Bd. 134 (2022). ISSN 1565-5334.
- Rabei Ǧasim Khamisy, “Miʿilya: Final Report” (21. November 2013), in: חֲדָשׁוֹת אַרְכֵאוֹלוֹגִיּוֹת Chadaschot Archeʾologijjot / Excavations and Surveys in Israel, רָשׁוּת הָעַתִּיקוֹת (Hrsg.), Bd. 125 (2013). ISSN 1565-5334.
- Guy Le Strange, Palestine Under the Moslems: A Description of Syria and the Holy Land from A.D. 650 to 1500, Committee of the Palestine Exploration Fund (Hrsg.), London: Harrison & Sons, 1890
- Giovanni Mariti, Viaggi per l’isola di Cipro e per la Soria e Palestina / fatti da Giovanni Mariti dall'anno MDCCLX al MDCCLXVIII: 9 Bde., Lucca und Florenz: verschiedene Verlage, 1769–1776, Bd. 2 (Lucca: Giusti, 1769)
- Eric Mills, Palestine – The Census for Palestine 1931: 2 Bde., Government of Palestine (Hrsg.), Bd. 1 ‹Report› und Bd. 2 ‹Tables›, Alexandria: Whitehead Morris Ltd., 1933, Bd. 2 ‹Tables›.
- Benny Morris, The Birth of the Palestinian refugee problem, 1947–1949, Cambridge, England: Cambridge University Press, 1987. ISBN 0-521-33028-9.
- Edward Henry Palmer, The Survey of Western Palestine: Arabic and English Name Lists Collected During the Survey by Lieutenants Conder and Kitchener, translitteriert und erläutert von E.H. Palmer, Committee of the Palestine Exploration Fund (Hrsg.), London: Harrison & Sons, 1881.
- Kobi Peled (קוֹבִּי פֶּלֶד), “The fall of a village in the 1948 war: A historical close-up of the conquest of Miʿilya and its surrender”, in: British Journal of Middle Eastern Studies, Bd. 45, Nr. 3 (Januar 2017), S. 410–429. doi:10.1080/13530194.2016.1273091
- Leeʾa Porat (לִאָה פּוֹרָת), “Miʿilya, the Church Square Preliminary Report” (9. März 2009), in: חֲדָשׁוֹת אַרְכֵאוֹלוֹגִיּוֹת Chadaschot Archeʾologijjot / Excavations and Surveys in Israel, רָשׁוּת הָעַתִּיקוֹת (Hrsg.), Bd. 121 (2009). ISSN 1565-5334.
- Denys Pringle, Secular buildings in the Crusader Kingdom of Jerusalem: an archaeological Gazetteer, Cambridge, England: Cambridge University Press, 1997. ISBN 0-521-46010-7
- Denys Pringle, The Churches of the Crusader Kingdom of Jerusalem: A Corpus: 4 Bde., Cambridge, England: Cambridge University Press, 1993, 1998, 2007 und 2009, Bd. 1 ‹A-K (excluding Acre and Jerusalem)›, ISBN 0-521-39036-2 und Bd. 2 ‹L-Z (excluding Tyre)›, ISBN 0-521-39037-0.
- Regesta regni Hierosolymitani (MXCVII–MCCXCI): 2 Bde., Reinhold Röhricht (Hrsg.), Innsbruck: Libraria Academica Wagneriana, 1893 und 1904.
- Harold Rhode, Administration and Population of the Sancak of Safed in the Sixteenth Century, New York City: Columbia University Press, 1979; zugl. Diss, Columbia University.
- Edward Robinson und Eli Smith, Biblical Researches in Palestine, Mount Sinai and Arabia Petraea: A Journal of Travels in the year 1838: 3 Bde., Boston: Crocker & Brewster, 1841, Bd. 3
- Gottlieb Schumacher, “Population list of the Lîvâ of ʿAkka” (29. März 1887), in: Quarterly Statement – Palestine Exploration Fund for 1887; Bd. 19, S. 169–191.
- Howard Smithline, “Miʿiliya Final Report” (17. Dezember 2008), in: חֲדָשׁוֹת אַרְכֵאוֹלוֹגִיּוֹת Chadaschot Archeʾologijjot / Excavations and Surveys in Israel, רָשׁוּת הָעַתִּיקוֹת (Hrsg.), Bd. 120 (2008). ISSN 1565-5334.
- Edna J. Stern (עֶדְנָה שְׁטֶרְן), “Miʿilya: Evidence of an early Crusader Settlement”, in: ʿAttiqot / עַתִּיקוֹת, Bd. 70 (2012), S. 63–76.
- Tabulae Ordinis Theutonici ex tabularii regii Berolinensis codice potissimum, Ernst Strehlke und posthum mit Philipp Jaffé (Hrsgg.), Berlin: Weidmann, 1869.